# Katavi-Nationalpark
Der Katavi-Nationalpark ist ein Nationalpark im Westen Tansanias. Seine abwechslungsreiche Landschaft ist von weiten Sümpfen und Grasflächen, dichtem Wald, Strauchland, Seen und Flüssen geprägt. Hier leben viele verschiedene Tiere; bekannt sind vor allem die zahlreichen Säugetier- und Wasservogelarten. Der seit 1974 bestehende Nationalpark wurde 1996 auf seine jetzige Größe erweitert.

## Lage und Erreichbarkeit
Er befindet sich östlich des Tanganjikasees in der Region Mpanda, auf 6°63' bis 7°34' südlicher Breite und 30°74' bis 31°84' östlicher Länge. Der Katavi-Nationalpark liegt auf 820 bis 1560 m Höhe über dem Meeresspiegel; die durchschnittliche Meereshöhe beträgt ungefähr 900 m. Mit 4471 km² ist er der drittgrößte Nationalpark in Tansania. Größere Städte in der Nähe sind Tabora, Kigoma und Mbeya. Der Hauptsitz des Parkes ist in Sitalike, 40 km südlich von Mpanda.
Bei Sitalike, Ikuu und Mlele befinden sich Start- und Landebahnen. Reguläre Flüge von Daressalam nach Tabora und Kigoma werden von Precision Air angeboten. Charterflüge können in Arusha, Daressalam oder anderen Städten starten.
Von Daressalam nach Tabora fahren auch regelmäßig Züge der Tanzania Central Railways. Es gibt von Tabora aus eine Bahnverbindung nach Mpanda. Die Zugfahrt von Daressalam nach Mpanda benötigt zwei Reisetage. Über TAZARA kann man per Bus oder Bahn von Daressalam nach Mbeya gelangen.
Von Daressalam aus gibt es die Möglichkeit, die Straße nach Mbeya zu nutzen. Diese Strecke lässt sich an einem Tag zurücklegen. Von dort aus fährt man in Richtung Sumbawanga und Sitalike. Diese Safari kann man sich in zwei oder drei Tagen bewältigen. Eine abenteuerlichere Route führt von Arusha über Babati, Singida und Nzega nach Tabora. Dort angekommen kann man über Mpanda oder Inyonga und Mlele nach Sitalike fahren. Von Kigoma aus gelangt man über Uvinza und Mpanda zum Katavi-Nationalpark.

### Fortbewegung innerhalb des Nationalparkes und Unterbringung
Bei TANAPA, der tansanischen Nationalparkverwaltung, kann man sich ein Auto mit Allradantrieb und Fahrer für 100 US-Dollar pro Tag mieten. Wer selbst fährt, kann im Hauptquartier eine Landkarte bekommen. Von einem bewaffneten Aufseher geführte Safaris zu Fuß lassen sich vereinbaren.
Innerhalb des Katavi-Nationalparkes gibt es ein Gästehaus und Campingplätze. Übernachten kann oder konnte man auch in verschiedenen Camps im Nationalpark, beispielsweise in der Katuma Bush Lodge in der Mitte des Parkes, in dem ebenfalls zentral gelegenen Chada Katavi Camp, im Palahala Camp am Kapapa-Fluss, in einem Camp von Foxes African Safaris oder in einem Camp von Flycatcher Safaris.

## Klima
Der Jahresniederschlag beträgt etwa 900 mm (langfristiger Mittelwert). Die trockeneren Monate sind Mai bis Oktober und Mitte Dezember bis Februar. Am meisten Regen fällt zwischen März und Mai; die Regenzeit dauert von November bis April. In der Trockenzeit beträgt die Temperatur nachts 15 °C, am Tag sind es 35 °C. Es kann jedoch auch bis zu 40 °C heiß werden.

## Topografie
Der größte Teil des Katavi-Nationalparks liegt innerhalb des Rukwa-Beckens, das zum Zentralafrikanischen Graben gehört. Dieses 360 km lange und 40 bis 60 km breite tektonische Becken liegt parallel zum Tanganjika-Tal. An seinem südlichen Ende befindet sich der Rukwasee. Der Katavi-Nationalpark lässt sich landschaftlich einteilen in den von Wald, weiten Schwemmebenen, saisonalen Seen und Flüssen bedeckten flachen bis leicht welligen Talboden auf 820 bis 960 m Höhe über dem Meeresspiegel und die Erhebungen an beiden Seiten: Im Westen Llyamba lya Mfipa mit bis zu 1560 m hohen Bergen und steilen Abhängen, im Osten die Mlele-Schichtstufe, die einer steilen, durch ganzjährig Wasser führende oder saisonale Ströme mit vielen Wasserfällen, wie Chorangwa, Lukima und Ndido, eingekerbten Felswand gleicht. Im Kapapa-Gebiet im nordöstlichen Teil des Katavi-Nationalparkes ist die Schichtstufe durchbrochen. Hier befinden sich die von Wald bewachsenen Inselberge Igongwe, Kapimbye und Kapapa. Im Südosten ist die Mlele-Schichtstufe weniger steil und hoch, weil sie sich in den Gebieten Lukima und Rukwa aufteilt.

## Gewässer

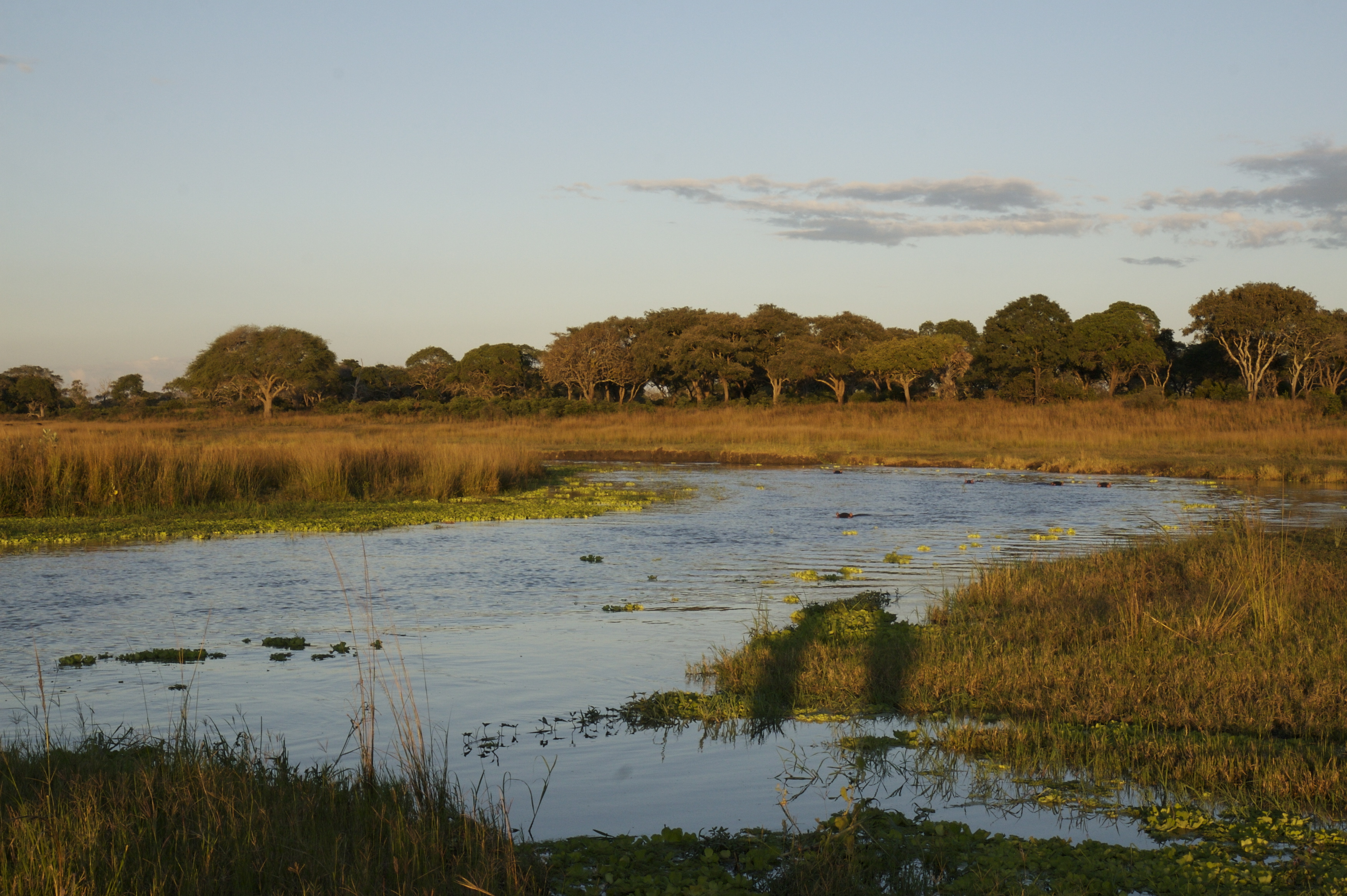
Sumpflandschaft im Katavi-Nationalpark

Der Katavi-Nationalpark ist von riesigen Sümpfen, Seen und Flüssen geprägt. An Wasserfällen sind Ndido, Chorangwa, Lukima und Iloba erwähnenswert. Alle Flüsse – abgesehen vom saisonalen Nkamba im Nordwesten, der in den westlich gelegenen Tanganjikasee mündet – fließen in den Rukwasee. Im Norden des Parkes befindet sich der Katavi-See, in der Mitte der palmengesäumte Chada-See. Diese beiden Seen sind zur Regenzeit sumpfig, doch in der Trockenzeit trocknen sie aus. Sie gehören zu den Schwemmebenen des Katuma-Flusses. Dieser bildet während der Trockenzeit als seichtes, schmutziges Rinnsal die einzige Trinkwasserquelle in einem weiten Umkreis. Er speist den Katavi- und den Chada-See sowie die 425 km² große Katisunga-Schwemmebene. In den letzten Jahren neigte er ebenso wie die Flüsse Kapapa und Ngolima, die auch dem Chada-See Wasser zuführen, aufgrund illegaler Dammbauten stromaufwärts außerhalb des Katavi-Nationalparkes dazu, früher auszutrocknen. Da lediglich kleinere Schlammtümpel im Flussbett zurückbleiben, stellt dies eine Bedrohung für das ganze Ökosystem dar. Der Katuma-Fluss lässt sich als „Lebenslinie“ des Katavi-Nationalparkes bezeichnen.

## Vegetation

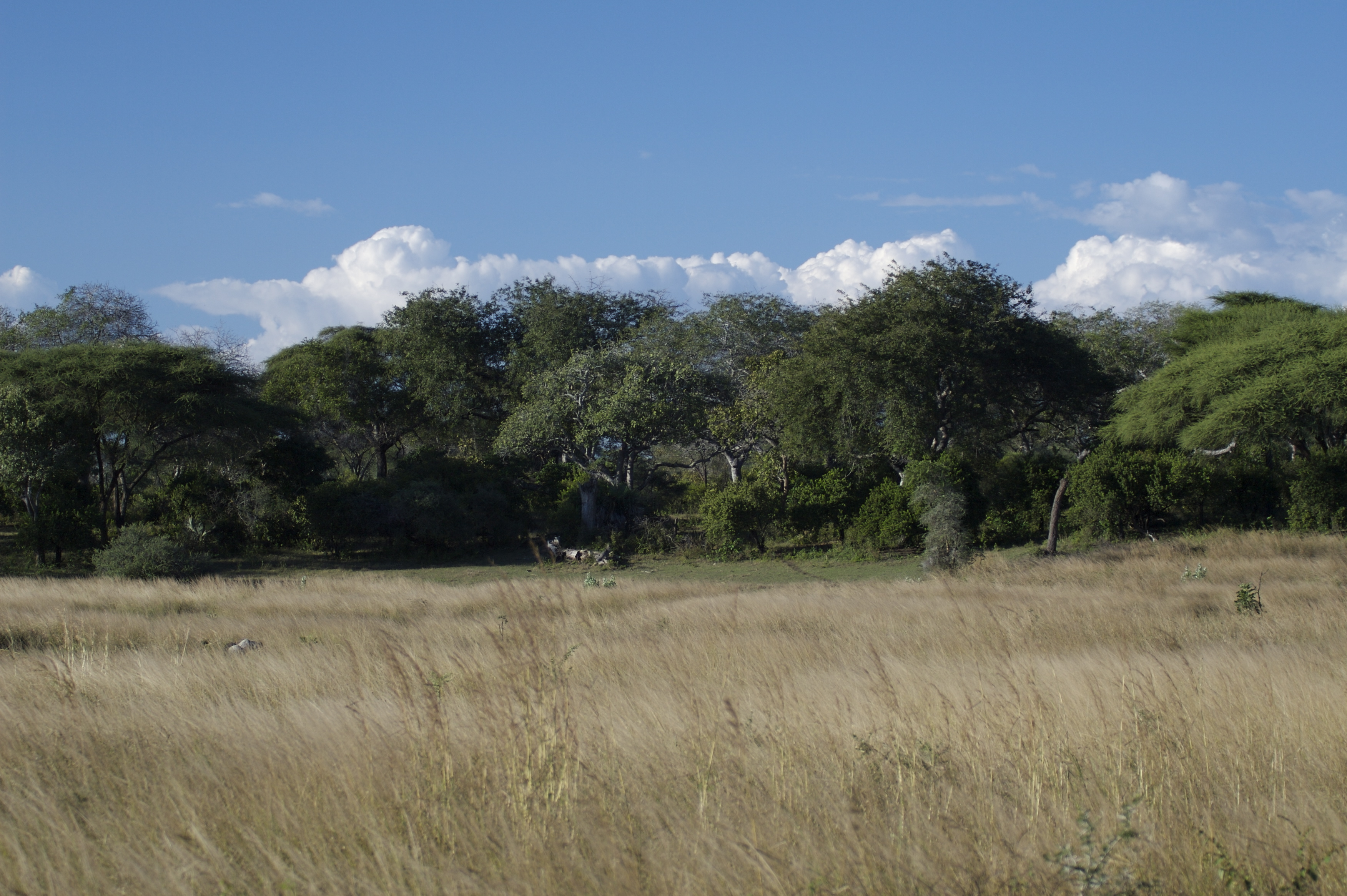
Sicht von einem der Flüsse aus

Weite, offene Grassavannen und dichter Miombo-Trockenwald, der von Johannisbrotgewächsen, Mimosengewächsen, Schmetterlingsblütlern und Flügelsamengewächsen geprägt ist, bilden neben Strauch- und Sumpfland sowie Galeriewald die abwechslungsreiche Vegetation des Katavi-Nationalparkes. Es herrscht eine große Vielfalt von Gräsern, Kräutern, Blumen, von denen viele während der Regenzeit blühen, Sträuchern und Bäumen; beispielsweise wurden 226 verschiedene Baumarten verzeichnet. Der Waldboden ist spärlich mit Gras bewachsen; verschiedene Arten von Langfäden, Brachystegia und Akazien sowie Diplorhynchus condylocarpon dominieren. Bei Nsakasa wächst Palmyrapalmenwald. In den flachen, saisonal überschwemmten Gebieten, beispielsweise der Katavi-See, die Katisunga-Ebene, der Chada-See und die Mpunga-Ebene, wird die Vegetation hauptsächlich durch Gräser und Kräuter gebildet; die wenigen Sträucher und Bäume sind meist auf Termitenhügeln zu finden. Daran angrenzend findet man eine Übergangszone, in der Arten wachsen, die saisonale Überschwemmung oder einen hohen Grundwasserspiegel tolerieren, beispielsweise die Anabäume entlang des Katavi-Sees. Wo der Boden sandig ist, sind große Bäume selten. Die höher gelegenen Gebiete auf den entlegenen Vorbergen sind hauptsächlich von Mischwald bedeckt, erst über einer Höhe von 900 m besteht der Wald aus den typischen Miombo-Arten.

### Wälder und Strauchland

#### Miombowald der Berggipfel
Der Bewuchs auf den über 1500 m hohen Bergen wird durch Julbernardia globiflora dominiert, gefolgt von Sauergrasgewächsen, die den Wildtieren nicht schmecken, wie Fimbristylis dichotoma, Fuirena bachyrriza, Fuirena umbellata und Cyperus pulchellus.

#### Miombo-Mischwald
Dieser Miombo-Typ kommt in höher gelegenen Gebieten mit durchlässigen, sauren roten Böden vor, beispielsweise Mlele, die Böschungen Kasege und Ufipa, die Mlele- und die Kasege-Hochebene, Kaselami, die Kapimbye- und die Igongwe-Hügel, das Malimba-Hochland sowie die Chansima- und die Isote-Hügel. Wichtige Arten sind Brachystegia spiciformis, Brachystegia boehmii, Brachystegia taxifolia, Brachystegia angustistipulata, Brachystegia longifolia, Brachystegia glaberrima, Julbernardia globiflora, Isoberlinia angolensis, Afrikanischer Grenadilla, Lonchocarpus capassa, Marula-Baum, Combretum collinum, Combretum psidioides, Combretum zeyheri, Terminalia kaiserana, Schirmakazie, Acacia sieberiana, Acacia polyacantha, Tamarindenbaum, Sterculia quinqueloba, Commiphora africana, Cassia abbreviata, Afzelia quanzensis, Pterocarpus angolensis, Vangueria madagascariensis, Strychnos madagascariensis, Bobgunnia madagascariensis, Leberwurstbaum, Anabaum, Äthiopische Palmyrapalme, Diplorhynchus condylocarpon, Hyphaene compressa und Thespesia garckeana; an Gräsern sind es Aristida kelleri, Brachiaria brizantha, Digitaria brazzae, Eragrostis patens, Melinis repens, Sporobolus sanguineus, Themeda triandra, Chloris virgata und Cyperus involucratus. Im Schatten des abwechslungsreichen Waldes wachsen Themeda triandra, Pennisetum polystachion, Chloris gayana, Dactyloctenium aegyptium, Digitaria brazzae und Panicum repens.

#### Galeriewald in der Übergangszone zum Miombowald (Vorberge)
Dieser Mischwald ist mit grasbewachsenem Flachland und Hügeln durchsetzt. Manche Grasflächen haben keinen Abfluss, sodass sich dort zeitweise Wasser sammelt. Der Wald wird von Terminalia kaiserana, Schirmakazie, Sterculia quinqueloba, Diplorhynchus condylocarpon, Dichrostachys cinerea und Marula-Baum dominiert, gefolgt von Combretum psidioides, Combretum collinum, Isoberlinia angolensis, Pterocarpus angolensis, Afzelia quanzensis, Lonchocarpus capassa, Strychnos cocculoides, Diospyros fischeri, Leberwurstbaum, Pseudolachnostylis maprouneifolia, Combretum molle, Markhamia obtusifolia, Commiphora africana, Ziziphus mucronata, Afrikanischer Grenadilla, Baphia massaiensis, Grewia bicolor, Grewia platyclada, Maulbeer-Feige, Bobgunnia madagascariensis, Combretum zeyheri, Thespesia garckeana, Äthiopische Palmyrapalme, Acacia polyacantha, Khaya anthotheca und Hyphaene compressa. Die grasbewachsenen Flächen werden vorrangig von Hyparrhenia diplandra, Themeda triandra, Oryza longistaminata, Eragrostis setulifera und Echinochloa pyramidalis gebildet.

#### Mischwald mit verstreuten Grasflächen (Dambos)
Dieser Vegetationstyp ist ein Mosaik aus Waldland und kleinen Grasflächen, auf denen sich zeitweise Wasser sammelt, wenn sie keinen Abfluss haben. In Sambia werden diese Grasgebiete innerhalb von Wald „Dambos“ genannt. Die Bäume, welche die Dambos umgeben, erreichen eine Höhe von 15 m und bilden manchmal einen Baldachin. Im Waldland herrschen Terminalia kaiserana, Schirmakazie, Sterculia quinqueloba, Diplorhynchus condylocarpon, Dichrostachys cinerea und Marula-Baum vor, gefolgt von Combretum psidioides, Combretum collinum, Isoberlinia angolensis, Pterocarpus angolensis, Afzelia quanzensis, Afrikanischer Affenbrotbaum, Lonchocarpus capassa, Strychnos cocculoides, Diospyros fischeri, Leberwurstbaum, Pseudolachnostylis maprouneifolia, Combretum molle, Markhamia obtusifolia, Commiphora africana, Ziziphus mucronata, Afrikanischer Grenadilla, Baphia massaiensis, Grewia bicolor, Grewia platyclada, Maulbeer-Feige, Bobgunnia madagascariensis, Combretum zeyheri, Thespesia garckeana, Äthiopische Palmyrapalme und Hyphaene compressa. An Gräsern dominieren Hyparrhenia diplandra, Themeda triandra, Oryza longistaminata, Eragrostis setulifera und Echinochloa pyramidalis.

#### Dickichte
Die gelegentlich vorkommenden Dickichte sind durch saisonale Kletterpflanzen und wenige Baumarten charakterisiert, beispielsweise Afrikanischer Grenadilla, Dombeya cincinata, Ximenia caffra, Friesodielsia obovata, Monanthotaxis buchananii, Karandapflaume, Markhamia zanzibarica, Lannea schimperi, Strychnos cocculoides, Diospyros fischeri, Baphia massaiensis, Pseudolachnostylis maprouneifolia, Combretum molle, Grewia bicolor, Canthium lactescens und Commiphora africana. Sie wachsen in einigen Teilen des Ilyandi-Sandgrates und bei Kanyamkaa, Igongwe, Ikuu, Mlele, Ngolima, Kapapa und Kawale.

#### Strauchland mit vereinzelten Bäumen
Dieser Vegetationstyp findet sich bei Magogo, am Chada- und am Katavi-See. Große Bäume, wie Afrikanischer Affenbrotbaum oder Delonix elata, seltener Lonchocarpus capassa, Terminalia kaiserana, Combretum erythrophyllum, Diospyros fischeri und Euphorbia ingens, kommen vor allem zum Rukwa-See hin vor. Nahe bei Überschwemmungsebenen kann auch Dichrostachys cinerea die abwechslungsreiche Strauchschicht dominieren.

#### Galeriewald
Entlang des Ufers der Flüsse Suguru, Msaginia, Yeye, Wugu, Kapapa, Katuma, Rungwa und Lukima wächst Galerie- und Sumpfwald. Überreste von feuchtem Montan-Galeriewald gibt es vor allem auf der Ufipa- und der Mlele-Böschung. In diesen steilen, engen Tälern gleicht die Flussvegetation Wald. Der Galeriewald besteht aus bis zu 25 m hohen Bäumen, deren Kronen sich berühren und manchmal mit Lianen durchflochten sind. Der Baldachin, den sie bilden, ist aber nicht sehr dicht, da er nur aus einer Lage besteht. Epiphyten, wie Orchideen und Farne, sind zu sehen. Einige Bäume sind immergrün. Wo Licht bis zum Waldboden vordringt, ist dieser mit Kräutern und Sträuchern bedeckt. Der Galeriewald setzt sich hauptsächlich aus Maulbeer-Feige, Ficus lutea, Ficus glumosa, Newtonia buchananii, Albizia gummifera, Anthocleista grandiflora, Olyra latifolia, Keetia gueinzii, Raphia farinifera, Parinari excelsa, Syzygium cordatum, Brachystegia taxifolia, Mimusops zeyheri, Baphia capparidifolia, Oncoba spinosa, Acacia sieberiana, Acacia polyacantha, Khaya anthotheca, Rauvolfia caffra, Geflügelte Senna, Äthiopische Palmyrapalme und Gardenia imperialis zusammen.

#### Mischwald
Nahezu drei Viertel des geschützten Gebietes sind von diesem Vegetationstyp bedeckt. Die Baumschicht ist dicht bis offen. Einzelne Bäume erreichen eine Höhe von 25 m und einen Brusthöhendurchmesser von mehr als 80 cm. Diese Wälder sind halb immergrün bis laubabwerfend. Im Vergleich zum Mischwald mit verstreuten Grasflächen sind die Bäume höher und haben dickere Stämme. Das Waldland kann durch Marula-Baum, Schirmakazie, Äthiopische Palmyrapalme, Sterculia quinqueloba oder Dichrostachys cinerea dominiert werden. Vereinzelte immergrüne Sträucher sind vorhanden, fallen aber nicht auf. Auf dem Ilyandi-Sandgrat und dem Rukwa-Hochland gibt es ausdauernde und einjährige Gräser und Kräuter, die in Büscheln wachsen und selten über einen Meter hoch werden. Im Mischwald kommen Isoberlinia angolensis, Afrikanischer Grenadilla, Lonchocarpus capassa, Marula-Baum, Pterocarpus angolensis, Combretum collinum, Combretum psidioides, Combretum zeyheri, Terminalia kaiserana, Schirmakazie, Acacia sieberiana, Acacia polyacantha, Tamarindenbaum, Sterculia quinqueloba, Commiphora africana, Cassia abbreviata, Afzelia quanzensis, Leberwurstbaum, Anabaum, Äthiopische Palmyrapalme, Hyphaene compressa, Thespesia garckeana, Diplorhynchus condylocarpon, Vangueria madagascariensis, Strychnos madagascariensis, Bobgunnia madagascariensis und Ziziphus mucronata vor.

#### Flusswald
Dieses Waldland kommt entlang der Flüsse in den geschützten Gebieten vor, besonders entlang des Katuma-Flusses im Katavi-Nationalpark. Es wird durch Bäume, Sträucher und Lianen charakterisiert. Die wichtigsten Arten sind Ficus glumosa, Terminalia kaiserana, Sterculia quinqueloba, Äthiopische Palmyrapalme, Hyphaene compressa, Maulbeer-Feige, Khaya anthotheca, Cordia goetzei, Cordia sinensis, Sclerocarya birrea ssp. caffra, Annona senegalensis, Acacia polyacantha ssp. campylacantha, Anabaum und Mimosa pigra.

### Feuchtgebiete und Grasflächen

#### Überschwemmungsebenen
Die weiten Überschwemmungsebenen mit ihrem nährstoffreichen Alluvialboden sind die fruchtbarsten Gebiete. Aufgrund der saisonalen Überflutungen und häufigen Bränden entwickelte sich hier ein eigenständiger Vegetationstyp. Der Bewuchs besteht vor allem aus ausdauernden Gräsern und Kräutern. Immergrüne oder laubabwerfende Bäume und Sträucher, in Gruppen oder einzeln stehend, bedecken weniger als 5 % der Fläche. Sie sind durch Combretum erythrophyllum, Schirmakazie, Anabaum, Tamarindenbaum, Grewia platyclada, Voacanga africana, Acacia polyacantha, Acacia sieberiana, Leberwurstbaum, Terminalia kaiserana, Erythrina abyssinica, Dichrostachys cinerea, Äthiopische Palmyrapalme und Hyphaene compressa vertreten. An Gräsern kommen Echinochloa pyramidalis (beispielsweise in der Katisunga-Ebene), Sporobolus fimbriatus (unter anderem am Chada-See), Echinochloa crus-pavonis, Pennisetum polystachion, Themeda triandra, Hyparrhenia hirta und Oryza longistaminata vor. Zu sehen ist dieser Vegetationstyp auf den Ngolima-, Kawale-, Kapirula-, Katisunga-, Mpunga-, Nsakasa-, Chada- und den Katavi-Ebenen.

#### Saisonale Seen
Der Katavi-Nationalpark beinhaltet zwei saisonale Seen, den Katavi- und den Chada-See. Bäume und Sträucher sind hier vorhanden, allerdings dominieren Gräser, wie Hyparrhenia hirta, Echinochloa pyramidalis, Echinochloa crus-pavonis, Sporobolus fimbriatus, Sporobolus pyramidalis, Themeda triandra, Heteropogon contortus, Digitaria ternata und Pennisetum polystachion.

#### Übergangszone zwischen Seen oder Überschwemmungsebenen und Waldland
Diese Graslandschaft wird durch einzeln stehende Bäume, beispielsweise Anabaum, Acacia sieberiana, Äthiopische Palmyrapalme, Leberwurstbaum oder Voacanga africana im Gebiet zwischen dem Katavi-See und dem Ilyandi-Sandgrat, unterbrochen. Sie lässt sich beim Katavi- und beim Chada-See finden. In der bis zu 30 cm hohe Grasschicht herrschen Sporobolus fimbriatus, Echinochloa pyramidalis, Erd-Burzeldorn und Polygonum salsifolium vor. Entlang der Katisunga-Überschwemmungsebene gibt es auch Termitenhügel.

#### Sümpfe
Um Ngolima, die Ikuu-Quellen und an flussnahen Orten existieren dauerhafte Sümpfe oder saisonal sumpfiges Grasland. Dieses weist einen krautartigen Bewuchs auf, der von Gräsern, Binsen, Riedgräsern und Wasserpflanzen gebildet wird. Die wichtigsten sind Echter Papyrus, Phragmites mauritianus, Leersia hexandra, Napiergras, Echinochloa crus-pavonis, Echinochloa pyramidalis, Sporobolus fimbriatus, Typha domingensis, Wassersalat, Nymphaea caerulea, Aeschynomene cristata, Neonotonia wightii, Kotschya capitulifera, Cyperus dives, Fuirena umbellata, Cyperus articulatus, Cyperus involucratus und Mimosa pigra. Diese Gebiete können von offenem Waldland aus Schirmakazie, Acacia sieberiana, Leberwurstbaum, Hyphaene compressa, Äthiopischer Palmyrapalme, Voacanga africana, Anabaum, Grewia platyclada, Acacia polycantha und Afzelia quanzensis umgeben sein.

#### Deltas am Rukwa-See
In den Game Reserves Rukwa und Lukwati münden die Flüsse Kavuu, Rungwa und Yeye in den Rukwa-See. Dort besteht der Bewuchs aus Gräsern, Kräutern und Lianen, beispielsweise Mimosa pigra, Phragmites mauritianus, Typha domingensis, Aeschynomene cristata ssp. pubescens, Wassermimose, Neonotonia wightii, Conyza pyrrhopappa, Leersia hexandra und Cyperus dives.

#### Dambos
In Sambia wird mit „Dambo“ eine flache, grasbewachsene Senke bezeichnet, die entweder andauernd oder saisonal mit Wasser gefüllt ist. Oft liegt diese mitten in Miombowald. In höher gelegenen Tälern sind Dambos die Quellen von Bächen und Flüssen. Aufgrund der ständigen Feuchtigkeit sind sie reich an Arten von Gräsern, Kräutern und blühenden Pflanzen, wie Orchideen und eignen sich sehr gut für Antilopen zum Grasen. Ihre Ränder sind üblicherweise dicht bewachsen von Gräsern, Kräutern und kleineren Sträuchern. Dambos kommen in Katavi und Rukwa in dem flachen oder leicht welligen Terrain des Grabenbruch-Talbodens und auf den Hochebenen der höher gelegenen Gebiete vor. Umgeben sind sie von Mischwald oder Miombo-Mischwald, abhängig von der Höhe. Die Bäume und Sträucher können Combretum erythrophyllum, Mallotus oppositifolius, Terminalia kaiserana, Phyllanthus engleri, Erythrophloem africanum, Sterculia quinqueloba, Dichrostachys cinerea, Annona senegalensis, Combretum molle, Combretum zeyheri und Lonchocarpus capassa sein. Die wichtigsten Gräser sind Hyparrhenia diplanda, Themeda triandra, Eragrostis setulifera, Chloris virgata, Sporobolus fimbriatus, Echnochloa pyramidalis, Melinis repens und Exotheca.

#### Früheres Rukwa-Seeufer
Das Gebiet um den Rukwa-See herum ist ständig oder saisonal überflutet. Es ist von Gräsern, krautiger Vegetation und vereinzelten, 10 m hohen Gelbrindenakazien bewachsen. Den Hauptteil stellen Gräser, Binsen, Sauergrasgewächse und Wasserpflanzen, wie Phragmites mauritianus, Leersia hexandra, Napiergras, Echinochloa crus-pavonis, Echinochloa pyramidalis, Sporobolus fimbriatus, Typha domingensis, Aeschynomene cristata, Nymphaea caerulea, Cyperus articulatus, Cyperus dives, Cyperus difformis, Fimbristylis dichotoma und Echter Papyrus. Außerdem gibt es Sträucher, beispielsweise Conyza pyrrhopappa, Aeschynomene schimperi und Mimosa pigra.

#### Rukwasee-Grasebenen
Nahe beim Rukwa-See besteht der Bewuchs aus Gräsern, die gerne von Tieren gefressen werden, sowie vereinzelten Bäumen und Sträuchern. Die wichtigsten Arten sind Äthiopische Palmyrapalme, Hyphaene compressa, Rauvolfia caffra, Cadaba kirkii, Zahnbürstenbaum, Cordia goetzei und Cordia sinensis sowie die Gräser Chloris virgata, Phragmites mauritianus, Themeda triandra, Panicum repens, Digitaria longiflora, Brachiaria brizantha, Andropogon gayanus, Eragrostis rotifer, Oryza longistaminata, Hundszahngras, Leersia hexandra und Cyperus dives. Der menschliche Einfluss kann hier stark sein, da diese Gebiete von Bewohnern der Fischerlager entlang des Rukwa-Seeufers beispielsweise zum Brennholzsammeln genutzt werden.

## Tierwelt
Im Katavi-Nationalpark leben 50 Arten von großen bis mittleren Säugetieren, darunter 5.000 Warzenschweine und 4.300 Giraffen. Es gibt auch Zebramangusten und Rüsselhündchen. Die Raubtiere sind durch Löwen, Leoparden, Tüpfelhyänen, Geparden, Afrikanische Wildhunde, Krokodile, Falbkatzen, Serval, Karakal und Schleichkatzen vertreten. 2005 lebten im Katavi-Nationalpark geschätzt 200 über ein Jahr alte Löwen und schätzungsweise 750 Hyänen. Große Zahlen von Krokodilen gibt es im Flussbett des Katuma, in Höhlen bei der alten Ikuu-Brücke, in den Flüssen Kapapa und Rungwa sowie bei den Ndido-Fällen.
Während der Regenzeit ziehen die sumpfigen Seen unzählige Wasservögel an und ernähren Tansanias dichteste Ansammlungen von Flusspferden und Krokodilen. Zur Trockenzeit sammeln sich Giraffen, Zebras, Impalas, Wasser- und Riedböcke, Ducker, riesige Büffelherden mit tausend oder mehr Tieren sowie zahlreiche Löwen- und Tüpfelhyänenrudel um die austrocknenden Seen. Während dieser Zeit halten sich geschätzt 4.000 Elefanten am Katuma und seinen Schwemmebenen auf.

### Säugetiere

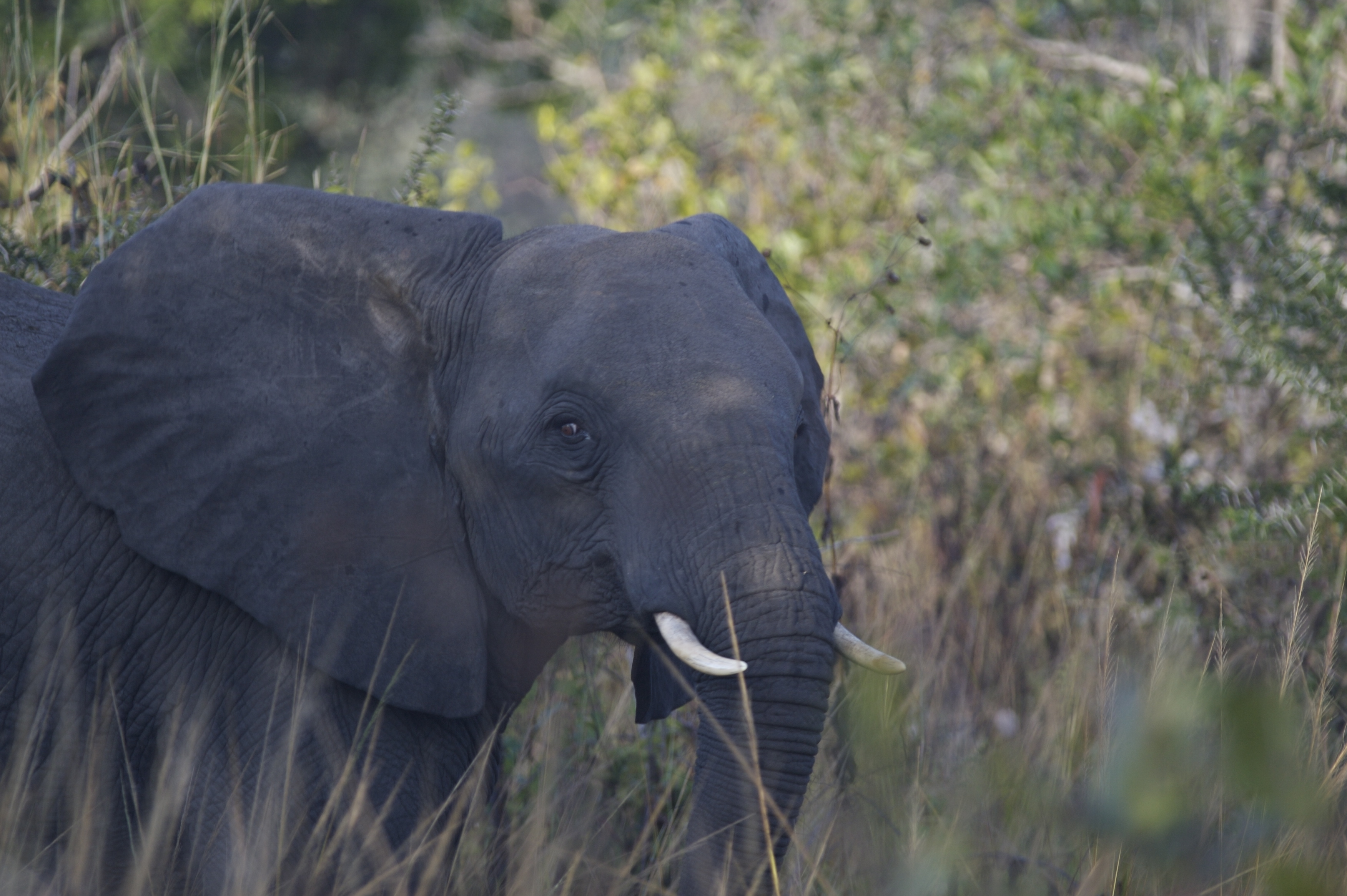
Ein Elefant im Katavi-Nationalpark

#### Elefanten
Der Bestand des Afrikanischen Elefanten innerhalb des Parkes wird auf 2.700 Tiere geschätzt, im gesamten Katavi-Rukwa-Ökosystem soll es 6.500 Exemplare geben. Sie neigen dazu, sich im November und Dezember in riesigen Herden mit 300 bis 500 Einzeltieren zu sammeln, wenn sie die nährstoffreichen frischen Gräser in den Ebenen fressen. Das Wildern von Elefanten hat in der letzten Zeit stark zugenommen.

#### Zebras
Im Katavi-Nationalpark gibt es geschätzt 20.500 Grant-Zebras, eine Unterart des Steppenzebras. Sie bilden Harems von 6 bis 12 Tieren. Zur Mitte der Trockenzeit kann man hunderte Zebras und Topis beobachten, die täglich zu den Quellen im Katuma-Tal und den Kasima-Quellen bei den östlichen Katisunga-Ebenen ziehen.

#### Wasserböcke
Im Katavi-Nationalpark leben 1.600 Wasserböcke. Zwischen den anderen Grasfressern fällt der Defassa-Wasserbock durch sein dickes, langes Fell auf. Man kann ihn gut am Ufer des Katavi-Sees beobachten. Pukus sind in Tansania nur am Rukwasee und im Kilombero-Tal aufzufinden, dagegen kommen sie in den Feuchtgebieten Sambias und Kongos in großer Zahl vor. Doch ihr Weidegebiet wurde in den letzten Jahrzehnten sehr verkleinert. Im Rukwa Game Reserve wird ihr Lebensraum durch Fischer, die entlang dessen Grenze kampieren dürfen, gestört. Bis 2001 war er auch durch die Sukuma – vor kurzem aus Mwanza und Shinyanga eingewanderte Hirten, die die Ebenen innerhalb des Rukwa Game Reserve illegalerweise für ihre großen Viehherden nutzten – gefährdet.

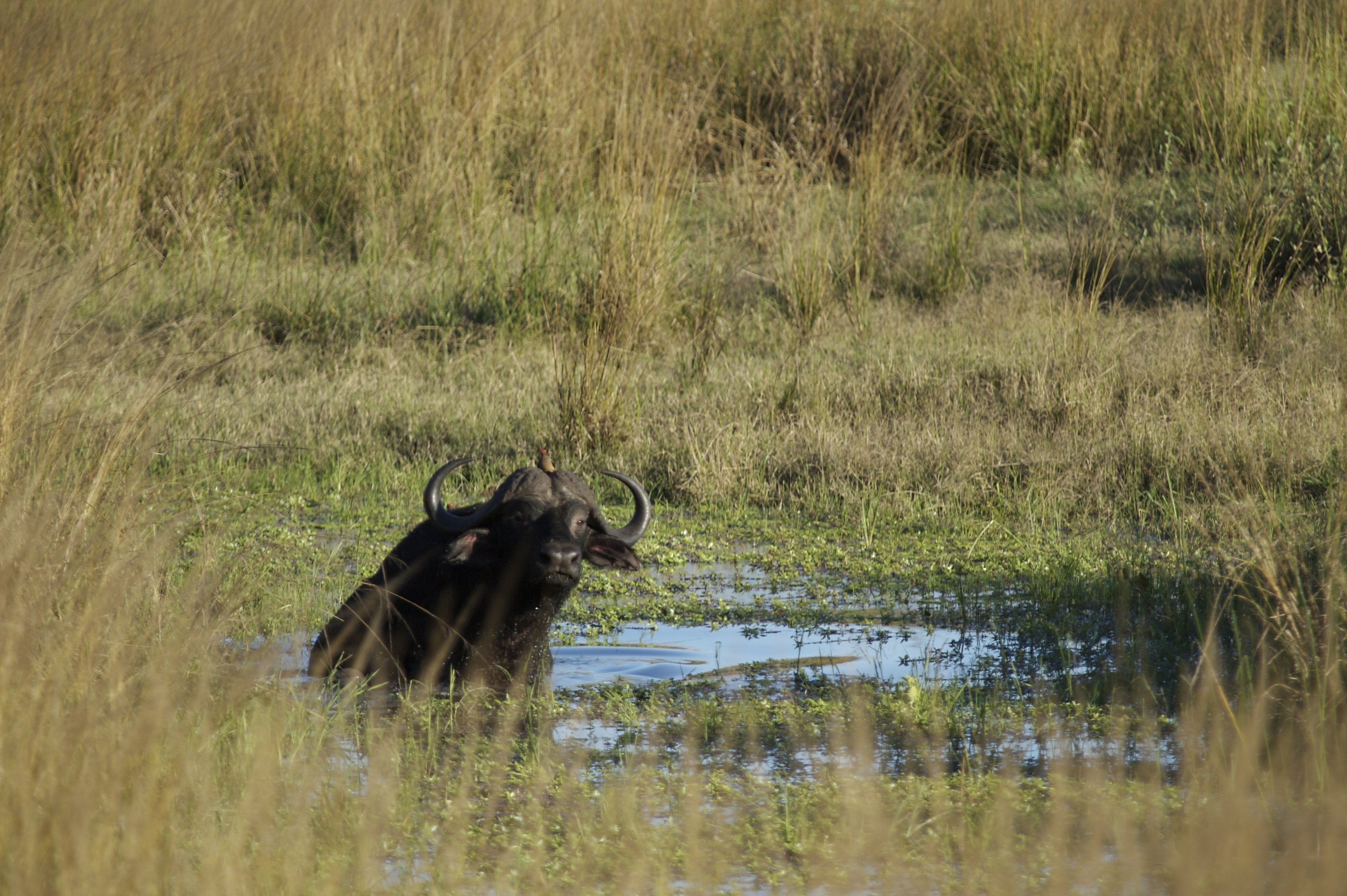
Ein einzelner Bulle im Katavi-Nationalpark, auf dessen Kopf ein Madenhacker sitzt

#### Afrikanische Büffel
Es gibt 15.500 Steppenbüffel im Katavi-Nationalpark. Sie neigen dazu, sich in den Ebenen zu sammeln, um den Tsetsefliegen zu entgehen. Während der Mittagshitze ziehen sie sich in den Schatten der Bäume entlang der Ebenen zurück. Trockenheit macht ihnen sehr zu schaffen, da sie dann weitere Wege von den Grasflächen zu den ein- bis zweimal täglich genutzten Trinkstellen zurücklegen müssen. Häufig kann man kleine Gruppen von 2 bis 15 männlichen Exemplaren beim Baden im Katavi-See beobachten.

#### Kuhantilopen
Kuhantilopen kann man im Katavi-Nationalpark an den Waldrändern beobachten. Kapirula und die Wälder zwischen Katisunga und dem Katavi-See, aber auch Wamweru, Mbuga ya Duma, Kapapa, Mlele, Mbuga Nyeupe sowie Mabombani sind Plätze, an denen man sie sehen kann. Im Rukwa Game Reserve kommen sie allerdings in größeren Zahlen als im Katavi-Nationalpark, in dem 1.700 Kuhantilopen und 17.300 Leierantilopen leben, vor. Im Katavi-Nationalpark befindet sich auch die nördlichste Verbreitung der Sassabys. Große Herden von Topis finden sich auf der Katisunga-Ebene. Neben Bejagung stellt die Konkurrenz durch Viehherden ebenfalls eine Bedrohung für die Kuhantilopenbestände dar.

#### Elenantilopen und Rossantilopen
Die Wälder, beispielsweise Ilumbi, bieten großen, aber scheuen Herden von Elen-, Pferde- und Rappenantilopen Schutz. Weitere Orte, an denen man häufig Elenantilopen findet, sind der Katavi-See, Kaselami Mbuga, die nördliche Chada-Ebene, Kataukasi sowie die Kakonje-Ebenen. Insgesamt leben 1.600 Elenantilopen im Katavi-Nationalpark.
Rappenantilopen werden selten in den bewaldeten Anhöhen bei Chorangwa und entlang der östlichen Mlele-Straße beobachtet. In den Miombo-Wäldern des Rukwa Game Reserve kommen sie in größeren Zahlen vor, da sie trockenen Boden bevorzugen, doch in trockenen Jahren ziehen sie zu den Ebenen und Wasserläufen im Rukwa-Tal. Alte männliche Exemplare tragen ein beinahe schwarzes, glänzendes Fell und sehr große Hörner, die in einem nahezu perfekten Halbkreis nach hinten gebogen sind. Bei noch nicht ausgewachsenen Rappenantilopen bildet sich, ebenso wie bei den Pferdeantilopen, eine weiße Gesichtsmaske aus.
Pferdeantilopen sind während der Trockenzeit in den Ebenen des Katavi-Nationalparkes anzutreffen, doch ansonsten bevorzugen sie die Wälder. Man kann sie in der südlichen Katisunga-Ebene sowie bei Kataukasi, Kakonje, Mongwe und Magogo beobachten. Im Katavi-Nationalpark leben 500 Pferdeantilopen; in Rukwa kommen sie in größeren Anzahlen vor. Im Vergleich zu den Rappenantilopen ziehen sie weniger bewaldete Gebiete vor. Pferdeantilopen gibt es auch in Gegenden, in denen keine oder nur wenige andere Antilopen leben. Allerdings meiden sie Regionen mit einer hohen Fleischfresserdichte. Durch Viehhaltung werden sie aufgrund der Lebensraumzerstörung bedroht.

#### Weitere Antilopenarten
Im Katavi-Nationalpark leben 15.200 Impalas, 1.300 Buschböcke, 3.000 Ried- und Großriedböcke sowie 7.000 Ducker und andere kleine Antilopen. Große Kudus sind eher selten, sie kommen häufiger im Hochland des Rukwa Game Reserve vor.

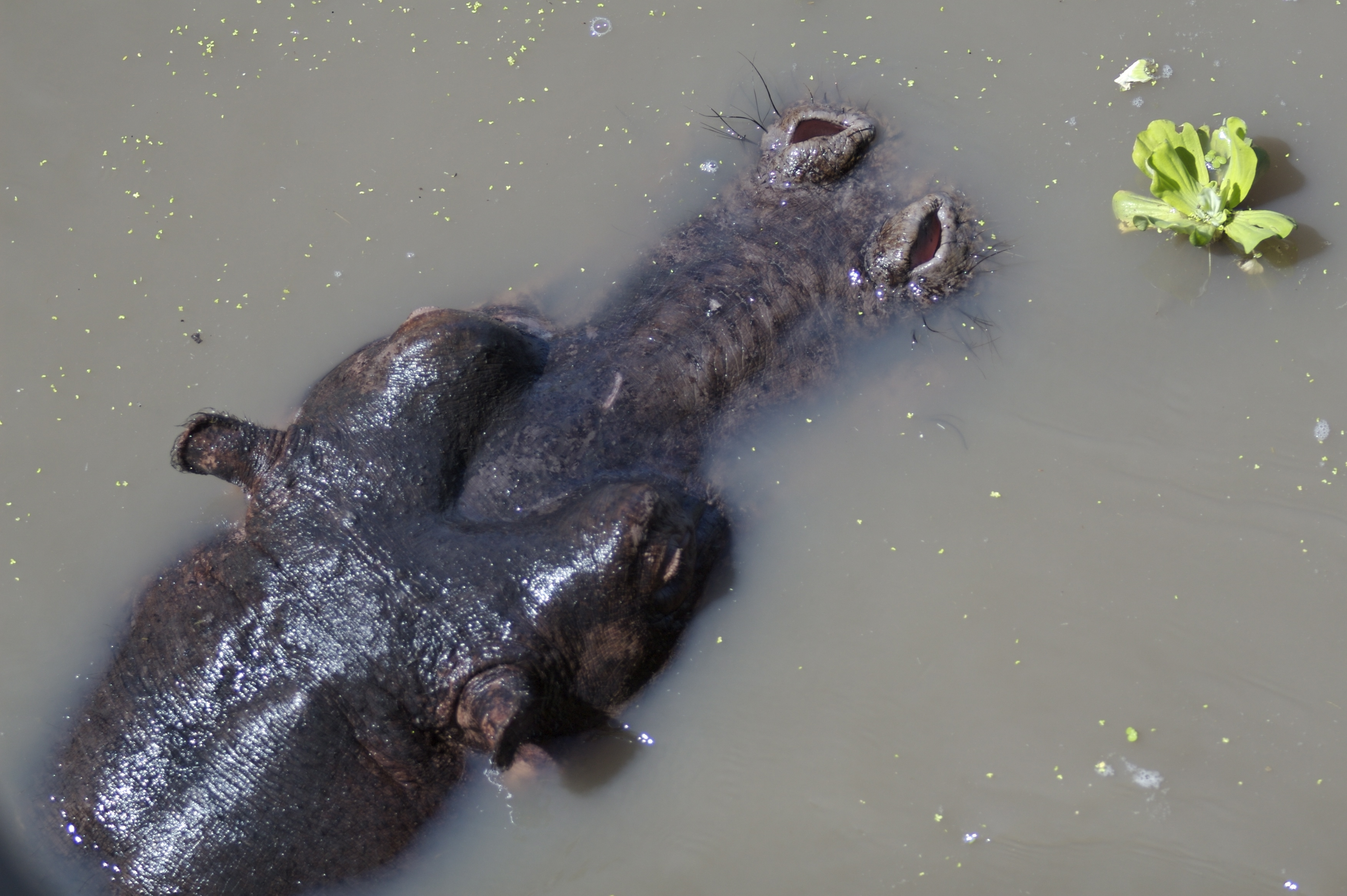
Ein Flusspferd im Wasser, Katavi-Nationalpark

#### Flusspferde
Im Katavi-Nationalpark leben 4.000 Flusspferde. In großen Ansammlungen kommen diese Tiere bei Ikuu und anderen Orten mit Quellen in der Trockenzeit vor. Obwohl sie normalerweise nur nachts das Wasser verlassen, kann man sie an manchen Plätzen in Katavi tagsüber beim Grasen sehen. Gegen Ende der Trockenzeit, wenn alle Flusspferde des Parkes zu den letzten Schlammlöchern ziehen, kann beobachtet werden, dass sich bis zu 200 Flusspferde gleichzeitig in einen noch ausreichend tiefen Flusstümpel drängen. Bei diesen großen Anzahlen kommt es häufig zu blutigen Revierkämpfen. Der illegale Dammbau außerhalb des Katavi-Nationalparkes am Katuma-Fluss stellt eine große Bedrohung für die Flusspferde dar. Die Distriktverwaltung bemüht sich zusammen mit dem Nationalpark darum, dies aufzuhalten; das Beseitigen der Blockaden wird das Leben der Flusspferde wieder verbessern.

#### Afrikanische Wildhunde
Diese Raubtiere sind gelegentlich am Katavi-See in Rudeln von 4 bis 8 Exemplaren zu sehen. Sie bevorzugen das kurze Gras entlang des Katavi-Sees während der Regenzeit, wenn die meisten anderen Gebiete mit bis zu 3 m hohen Gräsern bewachsen sind. Es wurde beobachtet, wie afrikanische Wildhunde einen männlichen Löwen auf einen Baum jagten. Trotzdem wurden in der Ikuu-Gegend, in dem es viele Löwen gibt, noch keine Rudel gesichtet. Häufig halten sie sich im erweiterten Gebiet des Katavi-Nationalparkes und im Rukwa Game Reserve auf.

#### Geparden
Lange wurde daran gezweifelt, ob diese Katzen im Katavi-Nationalpark vorkommen, bis es gelang, sie auf den Katisunga-Ebenen zu fotografieren. Ein weibliches Tier mit Jungen wurde einige Male in Mbuga ya Duma beobachtet.

#### Meerkatzenverwandte
Diademmeerkatzen sind in dichtem Galeriewald der Mlele-Schichtstufe entlang der Böschung des Rukwa-Grabenbruchs anzutreffen. Sie wurden auch zusammen mit Uganda-Stummelaffen und Rotschwanzmeerkatzen in Überresten von Flussvegetation entlang des Katuma-Flusses, nahe beim nördlich des Katavi-Nationalparkes gelegenen Dorf Sibwesa, beobachtet. Außerdem gibt es Südliche Grünmeerkatzen im Katavi-Nationalpark.

#### Östliche Schimpansen
Diese Menschenaffen leben im nahe gelegenen Mahale-Nationalpark und auf den bewaldeten Hügeln nahe bei dem Dorf Sibwesa, nördlich des Katavi-Nationalparkes. Innerhalb des Parkes gab es keine Sichtungen, was vermutlich darauf zurückzuführen ist, dass Schimpansen dichten Wald mit ausreichend Wasser und Futter sowie auch während der Trockenzeit Materialien für ihre Nester und besondere Früchte tragende Bäume benötigen, die nicht im Katavi-Nationalpark wachsen.

### Vögel

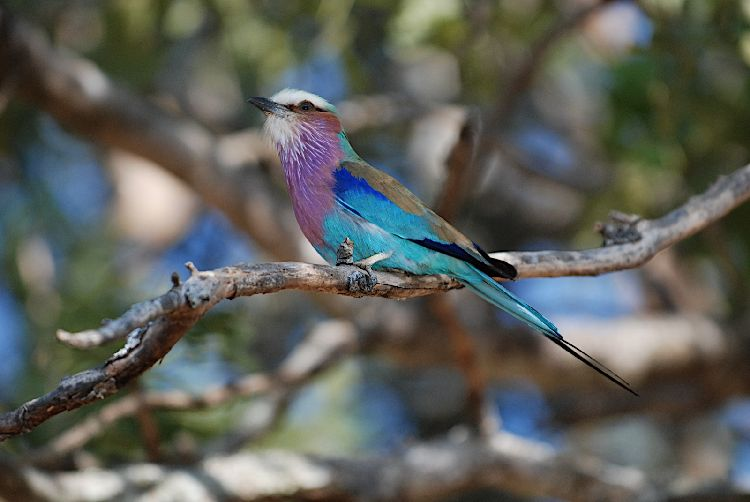
Gabelracke im Katavi-Nationalpark

Im Katavi-Nationalpark leben etwa 400 Vogelarten, darunter Goldbugpapageien, Pittas, Afrikanische Schlangen- und Schreiseeadler, Rotschnabeltokos, Kronenkraniche, Hornraben, Senegalliest, Gabelracken, Glanzhaubenturakos, Helmperlhühner, Waffenkiebitze, Kuhreiher, Löffler, Heiliger Ibis, Pelikane, Sporn- und Nilgänse sowie Störche, wie Sattelstörche. Blassuhus sind die größten hier vorkommenden Eulen, Perlzwergkäuze die kleinsten.
Der Katavi-Nationalpark könnte mehr als 1 % der biogeographischen Populationen des Rosapelikans, des Rallenreihers, des Glanzklaffschnabels und des Sichlers beherbergen. Seit 2002 ist er eine von 80 Important Bird Areas in Tansania. Eine Bestandsaufnahme, die 2003 in der Trockenzeit vom 6. Juni bis zum 20. Juli innerhalb des Katavi-Nationalparkes, des Msaginia-Waldreservates, der Mlele Game Controlled Area und der Usevya Open Area stattfand, erbrachte eine Zahl von 222 Vogelarten. Zusammen mit anderen Veröffentlichungen, Beobachtungen durch Parkwächter, verschiedenen Berichten und zufälligen Sichtungen ergab sich eine Gesamtzahl von 458 Vogelarten im Katavi-Rukwa-Ökosystem, von denen 389 Standvögel und 69 Zugvögel sind. Das sind über 40 % der 1108 in Tansania vorkommenden Vogelarten.

| lateinischer Name                      | deutscher Name               | Anmerkungen                       | Quelle                       |
| Accipitridae – Habichtartige           | Accipitridae – Habichtartige | Accipitridae – Habichtartige      | Accipitridae – Habichtartige |
| -------------------------------------- | ---------------------------- | --------------------------------- | ---------------------------- |
| Accipiter badius                       | Shikrasperber                |                                   | 3 (1), 3 (2)                 |
| Accipiter minullus                     | Zwergsperber                 |                                   | 1, 3 (1), 3 (2)              |
| Aquila nipalensis                      | Steppenadler                 |                                   | 3                            |
| Aquila pomarina                        | Schreiadler                  |                                   | 3                            |
| Aquila rapax                           | Savannenadler                |                                   | 1, 3 (1), 3 (2)              |
| Aquila verreauxii                      | Klippenadler                 |                                   | 3 (2)                        |
| Aviceda cuculoides                     | Kuckucksweih                 |                                   | 1, 3                         |
| Buteo augur                            | Augurbussard                 |                                   | 3 (2)                        |
| Buteo buteo                            | Mäusebussard                 |                                   | 1, 3                         |
| Circaetus cinereus                     | Afrikanischer Schlangenadler |                                   | 1, 3 (1), 3 (2)              |
| Circaetus fasciolatus                  | Graubrust-Schlangenadler     |                                   | 1                            |
| Circaetus pectoralis                   | Schwarzbrust-Schlangenadler  |                                   | 3 (1), 3 (2)                 |
| Circus aeruginosus                     | Rohrweihe                    |                                   | 3 (2)                        |
| Circus macrourus                       | Steppenweihe                 | Winterquartier; wenige Sichtungen | 2, 3 (2)                     |
| Circus pygargus                        | Wiesenweihe                  |                                   | 3 (2)                        |
| Circus ranivorus                       | Froschweihe                  |                                   | 1, 3 (1), 3 (2)              |
| Elanus caeruleus                       | Gleitaar                     |                                   | 1, 3 (1), 3 (2)              |
| Gypohierax angolensis                  | Palmgeier                    |                                   | 1, 3 (1)                     |
| Gyps africanus                         | Weißrückengeier              |                                   | 1, 3 (1), 3 (2)              |
| Gyps rueppellii                        | Sperbergeier                 |                                   | 1, 3 (1)                     |
| Haliaeetus vocifer                     | Schreiseeadler               |                                   | 3 (1), 3 (2)                 |
| Hieraaetus pennatus                    | Zwergadler                   |                                   | 3                            |
| Hieraaetus spilogaster                 | Akazienadler                 |                                   | 3 (1)                        |
| Hieraaetus wahlbergi                   | Silberadler                  |                                   | 3                            |
| Kaupifalco monogrammicus               | Kuckuckshabicht              |                                   | 1, 3 (2)                     |
| Lophaetus occipitalis                  | Schopfadler                  |                                   | 3 (1), 3 (2)                 |
| Macheiramphus alcinus                  | Fledermausadler              |                                   | 3                            |
| Melierax metabates                     | Graubürzel-Singhabicht       |                                   | 3 (1)                        |
| Micronisus gabar                       | Gabar-Habicht                |                                   | 3 (1), 3 (2)                 |
| Milvus migrans                         | Schwarzmilan                 |                                   | 1, 3 (1), 3 (2)              |
| Necrosyrtes monachus                   | Kappengeier                  |                                   | 3 (1), 3 (2)                 |
| Neophron percnopterus                  | Schmutzgeier                 |                                   | 3 (5)                        |
| Pandion haliaetus                      | Fischadler                   |                                   | 1, 3                         |
| Polemaetus bellicosus                  | Kampfadler                   |                                   | 1, 3 (1), 3 (2)              |
| Polyboroides typus                     | Höhlenweih                   |                                   | 1, 3 (1), 3 (2)              |
| Sagittarius serpentarius               | Sekretär                     |                                   | 3 (2)                        |
| Stephanoaetus coronatus                | Kronenadler                  |                                   | 1, 3 (3)                     |
| Terathopius ecaudatus                  | Gaukler                      |                                   | 1, 3 (1), 3 (2)              |
| Torgos tracheliotus                    | Ohrengeier                   |                                   | 1, 3 (1), 3 (2)              |
| Trigonoceps occipitalis                | Wollkopfgeier                |                                   | 1, 3 (1), 3 (2)              |
| Alaudidae – Lerchen                    |                              |                                   |                              |
| Eremopterix leucopareia                | Braunscheitellerche          |                                   | 3 (2)                        |
| Mirafra albicauda                      | Weißschwanzlerche            |                                   | 3 (2)                        |
| Mirafra rufocinnamomea                 | Baumklapperlerche            |                                   | 3 (1)                        |
| Alcedinidae – Eisvögel                 |                              |                                   |                              |
| Alcedo cristata                        | Hauben-Zwergfischer          |                                   | 3 (1), 3 (2)                 |
| Alcedo semitorquata                    | Kobalt-Eisvogel              |                                   | 3                            |
| Ceryle rudis                           | Graufischer                  |                                   | 3 (1), 3 (2)                 |
| Ceyx pictus                            | Zwergkönigsfischer           |                                   | 3 (2)                        |
| Halcyon albiventris                    | Braunkopfliest               |                                   | 3 (1), 3 (2)                 |
| Halcyon chelicuti                      | Streifenliest                |                                   | 3 (2)                        |
| Halcyon leucocephala                   | Graukopfliest                |                                   | 3 (1), 3 (2)                 |
| Halcyon senegalensis                   | Senegalliest                 |                                   | 3 (1), 3 (2)                 |
| Megaceryle maxima                      | Riesenfischer                |                                   | 3 (1), 3 (2)                 |
| Anatidae – Entenvögel                  |                              |                                   |                              |
| Alopochen aegyptiacus                  | Nilgans                      |                                   | 1, 3 (1), 3 (2)              |
| Anas capensis                          | Fahlente                     |                                   | 3 (2)                        |
| Anas clypeata                          | Löffelente                   |                                   | 3 (2)                        |
| Anas erythrorhyncha                    | Rotschnabelente              |                                   | 1, 3 (1), 3 (2)              |
| Anas hottentota                        | Hottentottenente             |                                   | 3 (2)                        |
| Anas penelope                          | Pfeifente                    |                                   | 3 (2)                        |
| Anas querquedula                       | Knäkente                     |                                   | 3 (2)                        |
| Anas sparsa                            | Schwarzente                  |                                   | 3 (3)                        |
| Dendrocygna bicolor                    | Gelbbrust-Pfeifgans          |                                   | 3 (2)                        |
| Dendrocygna viduata                    | Witwenpfeifgans              |                                   | 1, 3 (1), 3 (2)              |
| Netta erythrophthalma                  | Rotaugenente                 |                                   | 3 (2)                        |
| Nettapus auritus                       | Schmuckzwergente             |                                   | 1, 3 (2)                     |
| Plectropterus gambensis                | Sporngans                    |                                   | 1, 3 (1), 3 (2)              |
| Sarkidiornis melanotos                 | Höckerglanzgans              |                                   | 1, 3 (1), 3 (2)              |
| Thalassornis leuconotus                | Weißrücken-Pfeifgans         |                                   | 3 (2)                        |
| Anhingidae – Schlangenhalsvögel        |                              |                                   |                              |
| Anhinga rufa                           | Afrika-Schlangenhalsvogel    |                                   | 3 (2)                        |
| Apodidae – Segler                      |                              |                                   |                              |
| Apus affinis                           | Haussegler                   |                                   | 3 (2)                        |
| Apus apus                              | Mauersegler                  |                                   | 3 (2)                        |
| Apus caffer                            | Weißbürzelsegler             |                                   | 3 (1), 3 (2)                 |
| Cypsiurus parvus                       | Palmensegler                 |                                   | 3 (1), 3 (2)                 |
| Tachymarptis melba                     | Alpensegler                  |                                   | 3 (2)                        |
| Ardeidae – Reiher                      |                              |                                   |                              |
| Ardea alba                             | Silberreiher                 |                                   | 1, 3 (1), 3 (2)              |
| Ardea cinerea                          | Graureiher                   |                                   | 1, 3 (1), 3 (2)              |
| Ardea goliath                          | Goliathreiher                |                                   | 1, 3 (1), 3 (2)              |
| Ardea melanocephala                    | Schwarzhalsreiher            |                                   | 1, 3 (2)                     |
| Ardea purpurea                         | Purpurreiher                 |                                   | 3 (1), 3 (2)                 |
| Ardeola idae                           | Dickschnabelreiher           |                                   | 1, 3 (1)                     |
| Ardeola ralloides                      | Rallenreiher                 |                                   | 3 (1), 3 (2)                 |
| Ardeola rufiventris                    | Rotbauchreiher               |                                   | 1, 3                         |
| Botaurus stellaris                     | Rohrdommel                   |                                   | 3 (2), 3 (4)                 |
| Bubulcus ibis                          | Kuhreiher                    |                                   | 1, 3 (1), 3 (2)              |
| Butorides striata                      | Mangrovereiher               |                                   | 1, 3                         |
| Egretta ardesiaca                      | Glockenreiher                |                                   | 3 (2)                        |
| Egretta garzetta                       | Seidenreiher                 |                                   | 1, 3 (1), 3 (2)              |
| Egretta intermedia                     | Mittelreiher                 |                                   | 1, 3 (1), 3 (2)              |
| Ixobrychus sturmii                     | Graurückendommel             |                                   | 1, 3 (2)                     |
| Nycticorax nycticorax                  | Nachtreiher                  |                                   | 1, 3 (1), 3 (2)              |
| Balaenicipitidae – Schuhschnäbel       |                              |                                   |                              |
| Balaeniceps rex                        | Schuhschnabel                | einzelne Sichtung 1996            | 2                            |
| Bucerotidae – Nashornvögel             |                              |                                   |                              |
| Bycanistes buccinator                  | Trompeterhornvogel           |                                   | 3 (1), 3 (2)                 |
| Tockus alboterminatus                  | Kronentoko                   |                                   | 3 (1), 3 (2)                 |
| Tockus deckeni                         | Decken-Toko                  |                                   | 3                            |
| Tockus erythrorhynchus                 | Rotschnabeltoko              |                                   | 1, 3 (1), 3 (2)              |
| Tockus nasutus                         | Grautoko                     |                                   | 3 (1), 3 (2)                 |
| Bucorvidae – Hornraben                 |                              |                                   |                              |
| Bucorvus leadbeateri                   | Südlicher Hornrabe           |                                   | 3 (1), 3 (2)                 |
| Burhinidae – Triele                    |                              |                                   |                              |
| Burhinus capensis                      | Kaptriel                     |                                   | 3 (2)                        |
| Burhinus vermiculatus                  | Wassertriel                  |                                   | 1, 3 (1), 3 (2)              |
| Campephagidae – Stachelbürzler         |                              |                                   |                              |
| Campephaga flava                       | Kuckuckswürger               |                                   | 3 (1), 3 (2)                 |
| Coracina pectoralis                    | Weißbrust-Raupenfänger       |                                   | 3 (1), 3 (2)                 |
| Caprimulgidae – Nachtschwalben         |                              |                                   |                              |
| Caprimulgus europaeus                  | Ziegenmelker                 |                                   | 3 (2)                        |
| Caprimulgus fossii                     | Gartennachtschwalbe          |                                   | 3 (2)                        |
| Caprimulgus pectoralis                 | Pfeifnachtschwalbe           |                                   | 3 (1)                        |
| Caprimulgus tristigma                  | Flecken-Nachtschwalbe        |                                   | 3 (2)                        |
| Macrodipteryx vexillarius              | Flaggennachtschwalbe         |                                   | 3 (2)                        |
| Certhiidae – Baumläufer                |                              |                                   |                              |
| Salpornis spilonotus                   | Fleckenbaumläufer            |                                   | 3 (3), 3 (7)                 |
| Charadriidae – Regenpfeifer            |                              |                                   |                              |
| Charadrius asiaticus                   | Wermutregenpfeifer           |                                   | 3 (2)                        |
| Charadrius hiaticula                   | Sandregenpfeifer             |                                   | 3 (2)                        |
| Charadrius pecuarius                   | Hirtenregenpfeifer           |                                   | 3 (2)                        |
| Charadrius tricollarius                | Dreibandregenpfeifer         |                                   | 1, 3 (1), 3 (2)              |
| Pluvialis squatarola                   | Kiebitzregenpfeifer          |                                   | 3 (2)                        |
| Vanellus armatus                       | Waffenkiebitz                |                                   | 1, 3 (1), 3 (2)              |
| Vanellus coronatus                     | Kronenkiebitz                |                                   | 1, 3 (1), 3 (2)              |
| Vanellus crassirostris                 | Langzehenkiebitz             |                                   | 3 (1), 3 (2)                 |
| Vanellus lugubris                      | Trauerkiebitz                |                                   | 1, 3 (2)                     |
| Vanellus senegallus                    | Senegalkiebitz               |                                   | 1, 3 (2)                     |
| Vanellus spinosus                      | Spornkiebitz                 |                                   | 1, 3 (1), 3 (2)              |
| Ciconiidae – Störche                   |                              |                                   |                              |
| Anastomus lamelligerus                 | Glanzklaffschnabel           |                                   | 1, 3 (1), 3 (2)              |
| Ciconia abdimii                        | Abdimstorch                  |                                   | 1, 3 (2)                     |
| Ciconia ciconia                        | Weißstorch                   |                                   | 1, 3 (2)                     |
| Ciconia microscelis                    | Afrikanischer Wollhalsstorch |                                   | 3 (2)                        |
| Ciconia nigra                          | Schwarzstorch                |                                   | 3 (2)                        |
| Ephippiorhynchus senegalensis          | Sattelstorch                 |                                   | 1, 3 (1), 3 (2)              |
| Leptoptilos crumeniferus               | Marabu                       |                                   | 1, 3 (1), 3 (2)              |
| Mycteria ibis                          | Nimmersatt                   |                                   | 1, 3 (1), 3 (2)              |
| Cisticolidae – Halmsängerartige        |                              |                                   |                              |
| Apalis flavida                         | Gelbbauch-Feinsänger         |                                   | 3 (1), 3 (2)                 |
| Calamonastes undosus                   | Miombo-Bindensänger          |                                   | 3 (1)                        |
| Camaroptera brachyura                  | Blökgrasmücke                |                                   | 3 (1), 3 (2)                 |
| Cisticola angusticauda                 | Langschwanz-Cistensänger     |                                   | 2, 3 (1)                     |
| Cisticola brachypterus                 | Kurzflügel-Cistensänger      |                                   | 3 (2)                        |
| Cisticola cantans                      | Weißbrauen-Cistensänger      |                                   | 3 (1)                        |
| Cisticola chiniana                     | Rotscheitel-Cistensänger     |                                   | 3 (1)                        |
| Cisticola erythrops                    | Rotgesicht-Cistensänger      |                                   | 3 (1), 3 (2)                 |
| Cisticola galactotes                   | Schwarzrücken-Cistensänger   |                                   | 3 (1), 3 (2)                 |
| Cisticola juncidis                     | Cistensänger                 |                                   | 3 (1), 3 (2)                 |
| Cisticola natalensis                   | Strichelcistensänger         |                                   | 3 (2)                        |
| Cisticola woosnami                     | Miombocistensänger           |                                   | 3 (1)                        |
| Phyllolais pulchella                   | Akaziensänger                |                                   | 3 (1)                        |
| Prinia subflava                        | Rahmbrustprinie              |                                   | 3 (1), 3 (2)                 |
| Coliidae – Mausvögel                   |                              |                                   |                              |
| Colius striatus                        | Braunflügel-Mausvogel        |                                   | 3 (2)                        |
| Urocolius macrourus                    | Blaunacken-Mausvogel         |                                   | 3 (1), 3 (2)                 |
| Columbidae – Tauben                    |                              |                                   |                              |
| Columba arquatrix                      | Oliventaube                  |                                   | 3 (2)                        |
| Columba guinea                         | Guineataube                  |                                   | 1, 3 (2)                     |
| Columba larvata                        | Zimttaube                    |                                   | 3                            |
| Oena capensis                          | Kaptäubchen                  |                                   | 1, 3 (1), 3 (2)              |
| Streptopelia capicola                  | Kapturteltaube               |                                   | 3 (1), 3 (2)                 |
| Streptopelia decipiens                 | Brillentaube                 |                                   | 3 (1), 3 (2)                 |
| Streptopelia lugens                    | Trauerturteltaube            |                                   | 3                            |
| Streptopelia semitorquata              | Halbmondtaube                |                                   | 3 (1), 3 (2)                 |
| Streptopelia senegalensis              | Palmtaube                    |                                   | 3 (1), 3 (2)                 |
| Treron calva                           | Nacktgesicht-Grüntaube       |                                   | 3 (1), 3 (2)                 |
| Turtur chalcospilos                    | Bronzeflecktäubchen          |                                   | 3 (1), 3 (2)                 |
| Turtur tympanistria                    | Tamburintäubchen             |                                   | 3 (2)                        |
| Coraciidae – Racken                    |                              |                                   |                              |
| Coracias caudata                       | Gabelracke                   |                                   | 3 (1), 3 (2)                 |
| Coracias garrulus                      | Blauracke                    |                                   | 3 (2)                        |
| Coracias naevia                        | Strichelracke                |                                   | 3                            |
| Coracias spatulatus                    | Spatelracke                  |                                   | 2, 3 (1), 3 (2)              |
| Eurystomus glaucurus                   | Zimtroller                   |                                   | 1, 3 (2)                     |
| Corvidae – Rabenvögel                  |                              |                                   |                              |
| Corvus albicollis                      | Geierrabe                    |                                   | 3 (2)                        |
| Corvus albus                           | Schildrabe                   |                                   | 1, 3 (1), 3 (2)              |
| Cuculidae – Kuckucke                   |                              |                                   |                              |
| Centropus cupreicaudus                 | Kupferschwanzkuckuck         |                                   | 3 (2)                        |
| Centropus grillii                      | Grillkuckuck                 |                                   | 3 (2)                        |
| Centropus senegalensis                 | Spornkuckuck                 |                                   | 1                            |
| Centropus superciliosus                | Tiputip                      |                                   | 3 (1), 3 (2)                 |
| Chrysococcyx caprius                   | Goldkuckuck                  |                                   | 3 (1), 3 (2)                 |
| Chrysococcyx cupreus                   | Smaragdkuckuck               |                                   | 3 (2)                        |
| Chrysococcyx klaas                     | Klaaskuckuck                 |                                   | 3 (1), 3 (2)                 |
| Clamator glandarius                    | Häherkuckuck                 |                                   | 3 (2)                        |
| Clamator jacobinus                     | Jakobinerkuckuck             |                                   | 3 (2)                        |
| Clamator levaillantii                  | Kapkuckuck                   |                                   | 3 (2)                        |
| Cuculus canorus                        | Kuckuck                      |                                   | 3 (2)                        |
| Cuculus clamosus                       | Schwarzkuckuck               |                                   | 3 (2), 3 (3)                 |
| Cuculus gularis                        | Afrikanerkuckuck             |                                   | 3 (2)                        |
| Cuculus solitarius                     | Einsiedlerkuckuck            |                                   | 3 (1), 3 (2)                 |
| Dicruridae – Drongos                   |                              |                                   |                              |
| Dicrurus adsimilis                     | Trauerdrongo                 |                                   | 3 (1), 3 (2)                 |
| Emberizidae – Ammern                   |                              |                                   |                              |
| Emberiza cabanisi                      | Cabanis-Ammer                |                                   | 3                            |
| Emberiza flaviventris                  | Gelbbauchammer               |                                   | 3 (1)                        |
| Emberiza tahapisi                      | Bergammer                    |                                   | 3 (1), 3 (2)                 |
| Estrildidae – Prachtfinken             |                              |                                   |                              |
| Amadina fasciata                       | Bandamadine                  |                                   | 3 (2)                        |
| Amandava subflava                      | Goldbrüstchen                |                                   | 3 (2)                        |
| Estrilda astrild                       | Wellenastrild                |                                   | 3 (1), 3 (2)                 |
| Estrilda paludicola                    | Sumpfastrild                 |                                   | 3                            |
| Estrilda perreini                      | Schwarzschwanzastrild        |                                   | 3 (2)                        |
| Estrilda rhodopyga                     | Zügelastrild                 |                                   | 3 (1), 3 (2)                 |
| Hypargos niveoguttatus                 | Roter Tropfenastrild         |                                   | 3 (2)                        |
| Lagonosticta rhodopareia               | Rosenamarant                 |                                   | 3 (1)                        |
| Lagonosticta rubricata                 | Dunkelroter Amarant          |                                   | 1, 3 (1)                     |
| Lagonosticta senegala                  | Senegalamarant               |                                   | 1                            |
| Lonchura cucullata                     | Kleinelsterchen              |                                   | 1, 3 (1), 3 (2)              |
| Pytilia afra                           | Wienerastrild                |                                   | 3 (1)                        |
| Pytilia melba                          | Buntastrild                  |                                   | 1, 3 (1), 3 (2)              |
| Uraeginthus angolensis                 | Angola-Schmetterlingsfink    |                                   | 3 (2)                        |
| Uraeginthus bengalus                   | Schmetterlingsfink           |                                   | 1, 3 (1), 3 (2)              |
| Eurylaimidae – Breitrachen             |                              |                                   |                              |
| Smithornis capensis                    | Kapbreitrachen               |                                   | 3 (2), 3 (4)                 |
| Falconidae – Falkenartige              |                              |                                   |                              |
| Falco amurensis                        | Amurfalke                    |                                   | 3 (2)                        |
| Falco ardosiaceus                      | Graufalke                    |                                   | 1, 3 (1), 3 (2)              |
| Falco biarmicus                        | Lannerfalke                  |                                   | 3 (1), 3 (2)                 |
| Falco chicquera                        | Rothalsfalke                 |                                   | 3 (1), 3 (2)                 |
| Falco concolor                         | Schieferfalke                |                                   | 3                            |
| Falco cuvieri                          | Afrikanischer Baumfalke      |                                   | 3                            |
| Falco dickinsoni                       | Schwarzrückenfalke           |                                   | 2, 3 (2)                     |
| Falco naumanni                         | Rötelfalke                   | einzelne Sichtungen               | 2, 3 (2)                     |
| Falco peregrinus                       | Wanderfalke                  |                                   | 3                            |
| Falco subbuteo                         | Baumfalke                    |                                   | 3 (2)                        |
| Falco tinnunculus                      | Turmfalke                    |                                   | 3                            |
| Falco vespertinus                      | Rotfußfalke                  |                                   | 3 (2)                        |
| Polihierax semitorquatus               | Halsband-Zwergfalke          |                                   | 3 (2)                        |
| Fringillidae – Finken                  |                              |                                   |                              |
| Serinus mozambicus                     | Mosambikgirlitz              |                                   | 3 (1), 3 (2)                 |
| Serinus reichardi                      | Miombogirlitz                |                                   | 3                            |
| Glareolidae – Brachschwalbenartige     |                              |                                   |                              |
| Cursorius temminckii                   | Temminckrennvogel            |                                   | 3 (2)                        |
| Glareola nordmanni                     | Schwarzflügel-Brachschwalbe  |                                   | 3 (2)                        |
| Glareola pratincola                    | Rotflügel-Brachschwalbe      |                                   | 3 (1), 3 (2)                 |
| Rhinoptilus chalcopterus               | Amethyst-Rennvogel           |                                   | 3 (2)                        |
| Rhinoptilus cinctus                    | Bindenrennvogel              |                                   | 3                            |
| Gruidae – Kraniche                     |                              |                                   |                              |
| Balearica pavonina                     | Kronenkranich                |                                   | 1                            |
| Balearica regulorum                    | Südafrika-Kronenkranich      |                                   | 1, 3 (1), 3 (2)              |
| Bugeranus carunculatus                 | Klunkerkranich               |                                   | 3 (2)                        |
| Heliornithidae – Binsenrallen          |                              |                                   |                              |
| Podica senegalensis                    | Afrikanische Binsenralle     |                                   | 1, 3 (2)                     |
| Hirundinidae – Schwalben               |                              |                                   |                              |
| Cecropis abyssinica                    | Maidschwalbe                 |                                   | 3 (1), 3 (2)                 |
| Cecropis daurica                       | Rötelschwalbe                |                                   | 3                            |
| Cecropis senegalensis                  | Senegalschwalbe              |                                   | 3 (1), 3 (2)                 |
| Delichon urbicum                       | Mehlschwalbe                 |                                   | 3 (2)                        |
| Hirundo rustica                        | Rauchschwalbe                |                                   | 3 (2)                        |
| Hirundo smithii                        | Rotkappenschwalbe            |                                   | 3 (1), 3 (2)                 |
| Psalidoprocne albiceps                 | Weißkopfschwalbe             |                                   | 3                            |
| Psalidoprocne prisoptera               | Schwarzschwalbe              |                                   | 3                            |
| Ptyonoprogne fuligula                  | Steinschwalbe                |                                   | 3                            |
| Riparia cincta                         | Bindenschwalbe               |                                   | 3 (2)                        |
| Riparia paludicola                     | Braunkehl-Uferschwalbe       |                                   | 3                            |
| Riparia riparia                        | Uferschwalbe                 |                                   | 3 (2)                        |
| Indicatoridae – Honiganzeiger          |                              |                                   |                              |
| Indicator indicator                    | Schwarzkehl-Honiganzeiger    |                                   | 3 (1), 3 (2)                 |
| Indicator minor                        | Kleiner Honiganzeiger        |                                   | 3 (1), 3 (2)                 |
| Indicator variegatus                   | Schuppen-Honiganzeiger       |                                   | 3 (1)                        |
| Prodotiscus regulus                    | Schmalschnabel-Honiganzeiger |                                   | 3 (1)                        |
| Jacanidae – Blatthühnchen              |                              |                                   |                              |
| Actophilornis africana                 | Blaustirn-Blatthühnchen      |                                   | 1, 3 (1), 3 (2)              |
| Microparra capensis                    | Zwergblatthühnchen           |                                   | 3 (2)                        |
| Laniidae – Würger                      |                              |                                   |                              |
| Eurocephalus rueppelli                 | Rüppellwürger                |                                   | 3 (1), 3 (2)                 |
| Lanius humeralis                       | Nördlicher Fiskalwürger      |                                   | 3                            |
| Lanius collurio                        | Neuntöter                    |                                   | 3 (2)                        |
| Lanius excubitoroides                  | Graumantelwürger             |                                   | 3 (1), 3 (2)                 |
| Lanius isabellinus                     | Isabellwürger                |                                   | 3                            |
| Lanius minor                           | Schwarzstirnwürger           |                                   | 3 (2)                        |
| Lanius souzae                          | Rostmantelwürger             |                                   | 3                            |
| Urolestes melanoleucus                 | Elsterwürger                 |                                   | 3 (1), 3 (2)                 |
| Laridae – Möwen                        |                              |                                   |                              |
| Chlidonias hybrida                     | Weißbart-Seeschwalbe         |                                   | 3 (1), 3 (2)                 |
| Chlidonias leucopterus                 | Weißflügelseeschwalbe        |                                   | 3 (2)                        |
| Larus cirrocephalus                    | Graukopfmöwe                 |                                   | 3 (2)                        |
| Rynchops flavirostris                  | Braunmantel-Scherenschnabel  | im Winter; etwa 300 Tiere         | 2, 3 (2)                     |
| Sterna nilotica                        | Lachseeschwalbe              |                                   | 3 (2), 3 (4)                 |
| Malaconotidae – Buschwürger            |                              |                                   |                              |
| Bocagia minuta                         | Sumpftschagra                |                                   | 3 (1)                        |
| Chlorophoneus sulfureopectus           | Orangebrustwürger            |                                   | 3 (1), 3 (2)                 |
| Dryoscopus cubla                       | Schneeballwürger             |                                   | 3 (1), 3 (2)                 |
| Laniarius aethiopicus                  | Boubouwürger                 |                                   | 1, 3 (1), 3 (2)              |
| Laniarius funebris                     | Trauerwürger                 |                                   | 3 (1), 3 (2)                 |
| Malaconotus blanchoti                  | Graukopfwürger               |                                   | 3 (1), 3 (2)                 |
| Nilaus afer                            | Brubru                       |                                   | 3 (1), 3 (2)                 |
| Prionops plumatus                      | Brillenwürger                |                                   | 1, 3 (1), 3 (2)              |
| Prionops retzii                        | Dreifarb-Brillenwürger       |                                   | 3 (1), 3 (2)                 |
| Tchagra australis                      | Dorntschagra                 |                                   | 1, 3 (1), 3 (2)              |
| Tchagra senegalus                      | Senegaltschagra              |                                   | 3 (1), 3 (2)                 |
| Meropidae – Bienenfresser              |                              |                                   |                              |
| Merops apiaster                        | Bienenfresser                |                                   | 3 (2)                        |
| Merops boehmi                          | Böhmspint                    |                                   | 3 (1)                        |
| Merops bullockoides                    | Weißstirnspint               |                                   | 3 (2)                        |
| Merops hirundineus                     | Schwalbenschwanzspint        |                                   | 3 (2)                        |
| Merops nubicus nubicoides              | Südlicher Karminspint        |                                   | 3 (1), 3 (2)                 |
| Merops persicus                        | Blauwangenspint              |                                   | 3 (2)                        |
| Merops pusillus                        | Zwergspint                   |                                   | 3 (1), 3 (2)                 |
| Merops superciliosus                   | Madagaskarspint              |                                   | 3                            |
| Merops variegatus                      | Blaubrustspint               |                                   | 3 (2), 3 (4)                 |
| Monarchidae – Monarchen                |                              |                                   |                              |
| Terpsiphone mutata                     | Madagaskar-Paradiesschnäpper |                                   | 1                            |
| Terpsiphone viridis                    | Graubrust-Paradiesschnäpper  |                                   | 3 (1), 3 (2)                 |
| Motacillidae – Stelzen und Pieper      |                              |                                   |                              |
| Anthus cinnamomeus                     | Zimtpieper                   |                                   | 3 (2)                        |
| Anthus similis                         | Langschnabelpieper           |                                   | 3 (2)                        |
| Anthus trivialis                       | Baumpieper                   |                                   | 3                            |
| Macronyx croceus                       | Gelbkehlpieper               |                                   | 3                            |
| Motacilla aguimp                       | Witwenstelze                 |                                   | 3 (1), 3 (2)                 |
| Motacilla clara                        | Langschwanzstelze            |                                   | 3 (2)                        |
| Motacilla flava                        | Schafstelze                  |                                   | 3 (2)                        |
| Muscicapidae – Fliegenschnäpper        |                              |                                   |                              |
| Cercomela familiaris                   | Rostschwanz                  |                                   | 3                            |
| Cercotrichas barbata                   | Bartheckensänger             |                                   | 3 (1)                        |
| Cercotrichas leucophrys                | Weißbrauen-Heckensänger      |                                   | 3 (1)                        |
| Cichladusa arquata                     | Morgenrötel                  |                                   | 3 (1), 3 (2)                 |
| Cichladusa guttata                     | Tropfenrötel                 |                                   | 3                            |
| Cossypha heuglini                      | Weißbrauenrötel              |                                   | 3 (1), 3 (2)                 |
| Cossypha natalensis                    | Natalrötel                   |                                   | 3 (2)                        |
| Melaenornis microrhynchus              | Strichelkopfschnäpper        |                                   | 3 (1), 3 (2)                 |
| Melaenornis pallidus                   | Fahlschnäpper                |                                   | 3 (1), 3 (2)                 |
| Melaenornis pammelaina                 | Glanzdrongoschnäpper         |                                   | 3 (2)                        |
| Monticola angolensis                   | Miomborötel                  |                                   | 2, 3 (2)                     |
| Muscicapa adusta                       | Dunkelschnäpper              |                                   | 3                            |
| Muscicapa caerulescens                 | Schieferschnäpper            |                                   | 3 (1), 3 (2)                 |
| Muscicapa striata                      | Grauschnäpper                |                                   | 3 (2)                        |
| Myioparus plumbeus                     | Meisenschnäpper              |                                   | 3 (2)                        |
| Myrmecocichla arnotti                  | Arnott-Schnäpper             |                                   | 2, 3 (1)                     |
| Oenanthe oenanthe                      | Steinschmätzer               |                                   | 3 (2)                        |
| Oenanthe pileata                       | Erd-Steinschmätzer           |                                   | 3 (2)                        |
| Saxicola torquatus                     | Schwarzkehlchen              |                                   | 3 (2)                        |
| Musophagidae – Turakos                 |                              |                                   |                              |
| Corythaixoides personatus              | Nacktkehl-Lärmvogel          |                                   | 1, 3 (1), 3 (2)              |
| Tauraco porphyreolophus                | Glanzhaubenturako            |                                   | 1, 3 (1), 3 (2)              |
| Tauraco schalowi                       | Schalow-Turako               |                                   | 3 (2)                        |
| Nectariniidae – Nektarvögel            |                              |                                   |                              |
| Anthreptes longuemarei                 | Violettmantel-Nektarvogel    |                                   | 3 (1)                        |
| Chalcomitra amethystina                | Amethystglanzköpfchen        |                                   | 3 (1)                        |
| Chalcomitra senegalensis               | Rotbrust-Glanzköpfchen       |                                   | 3 (1), 3 (2)                 |
| Cinnyris bifasciatus                   | Porphyrnektarvogel           |                                   | 3 (1), 3 (2)                 |
| Cinnyris cupreus                       | Kupfernektarvogel            |                                   |                              |
| Cinnyris manoensis                     | Miombo-Bindennektarvogel     |                                   | 3                            |
| Cinnyris mariquensis                   | Bindennektarvogel            |                                   | 3 (1)                        |
| Cinnyris pulchellus                    | Elfennektarvogel             |                                   | 3 (1), 3 (2)                 |
| Cinnyris venustus                      | Gelbbauch-Nektarvogel        |                                   | 1, 3 (2)                     |
| Hedydipna collaris                     | Waldnektarvogel              |                                   | 3 (1), 3 (2)                 |
| Nectarinia kilimensis                  | Bronzenektarvogel            |                                   | 3                            |
| Numididae – Perlhühner                 |                              |                                   |                              |
| Guttera pucherani                      | Kräuselhauben-Perlhuhn       |                                   | 3 (3)                        |
| Numida meleagris                       | Helmperlhuhn                 |                                   | 1, 3 (1), 3 (2)              |
| Oriolidae – Pirole                     |                              |                                   |                              |
| Oriolus auratus                        | Schwarzohrpirol              |                                   | 3 (1), 3 (2)                 |
| Oriolus larvatus                       | Maskenpirol                  |                                   | 1, 3 (1), 3 (2)              |
| Oriolus oriolus                        | Pirol                        |                                   | 3 (2)                        |
| Otididae – Trappen                     |                              |                                   |                              |
| Eupodotis senegalensis                 | Senegaltrappe                |                                   | 3                            |
| Lissotis melanogaster                  | Schwarzbauchtrappe           |                                   | 1, 3 (2)                     |
| Neotis denhami                         | Stanleytrappe                |                                   | 3 (2), 3 (5)                 |
| Paridae – Meisen                       |                              |                                   |                              |
| Parus albiventris                      | Weißbauchmeise               |                                   | 3 (2)                        |
| Parus griseiventris                    | Graubauchmeise               |                                   | 3                            |
| Parus rufiventris                      | Rostbauchmeise               |                                   | 3                            |
| Passeridae – Sperlinge                 |                              |                                   |                              |
| Gymnoris superciliaris                 | Augenbrauensperling          |                                   | 3 (1)                        |
| Passer griseus                         | Graukopfsperling             |                                   | 3 (1), 3 (2)                 |
| Passer suahelicus                      | Suahelisperling              |                                   | 3 (2)                        |
| Pelecanidae – Pelikane                 |                              |                                   |                              |
| Pelecanus onocrotalus                  | Rosapelikan                  |                                   | 1, 3 (1), 3 (2)              |
| Pelecanus rufescens                    | Rötelpelikan                 |                                   | 3 (1), 3 (2)                 |
| Phalacrocoracidae – Kormorane          |                              |                                   |                              |
| Phalacrocorax africanus                | Riedscharbe                  |                                   | 3 (1), 3 (2)                 |
| Phalacrocorax carbo                    | Kormoran                     |                                   | 3                            |
| Phasianidae – Fasanenartige            |                              |                                   |                              |
| Coturnix coturnix                      | Wachtel                      |                                   | 3                            |
| Coturnix delegorguei                   | Harlekinwachtel              |                                   | 3 (1), 3 (2)                 |
| Francolinus afer                       | Rotkehlfrankolin             |                                   | 3 (1), 3 (2)                 |
| Francolinus coqui                      | Coquifrankolin               |                                   | 3                            |
| Francolinus hildebrandti               | Hildebrandtfrankolin         |                                   | 1, 3 (1), 3 (2)              |
| Francolinus levaillantii               | Rotflügelfrankolin           |                                   | 3 (2)                        |
| Francolinus sephaena                   | Schopffrankolin              |                                   | 3                            |
| Phoenicopteridae – Flamingos           |                              |                                   |                              |
| Phoenicopterus minor                   | Zwergflamingo                |                                   | 3 (2)                        |
| Phoenicopterus ruber                   | Rosaflamingo                 |                                   | 3 (2)                        |
| Phoeniculidae – Baumhopfe              |                              |                                   |                              |
| Phoeniculus purpureus                  | Baumhopf                     |                                   | 1, 3 (1), 3 (2)              |
| Rhinopomastus cyanomelas               | Sichelhopf                   |                                   | 3 (1), 3 (2)                 |
| Rhinopomastus minor                    | Goldschnabelhopf             |                                   | 3 (3)                        |
| Picidae – Spechte                      |                              |                                   |                              |
| Campethera abingoni                    | Goldschwanzspecht            |                                   | 3 (2)                        |
| Campethera bennettii                   | Bennettspecht                |                                   | 3 (1), 3 (2)                 |
| Campethera cailliautii                 | Tüpfelspecht                 |                                   | 3 (1)                        |
| Campethera nubica                      | Nubierspecht                 |                                   | 3 (2)                        |
| Dendropicos fuscescens                 | Kardinalspecht               |                                   | 1, 3 (1), 3 (2)              |
| Dendropicos griseocephalus             | Goldrückenspecht             |                                   | 3                            |
| Dendropicos namaquus                   | Namaspecht                   |                                   | 3 (1), 3 (2)                 |
| Dendropicos stierlingi                 | Stierlingspecht              | Status nicht bestätigt            | 2, 3 (3)                     |
| Pittidae – Pittas                      |                              |                                   |                              |
| Pitta angolensis                       | Angolapitta                  |                                   | 3 (2), 3 (4)                 |
| Platysteiridae – Schnäpperwürger       |                              |                                   |                              |
| Batis molitor                          | Weißflankenbatis             |                                   | 3 (2)                        |
| Ploceidae – Webervögel                 |                              |                                   |                              |
| Amblyospiza albifrons                  | Weißstirnweber               |                                   | 3                            |
| Anaplectes rubriceps                   | Scharlachweber               |                                   | 3 (1), 3 (2)                 |
| Euplectes afer                         | Tahaweber                    |                                   | 3 (2)                        |
| Euplectes albonotatus                  | Spiegelweber                 |                                   | 3 (2)                        |
| Euplectes ardens                       | Schildweber                  |                                   | 3 (2)                        |
| Euplectes axillaris                    | Stummelweber                 |                                   | 3 (2)                        |
| Euplectes capensis                     | Samtweber                    |                                   | 1, 3 (1), 3 (2)              |
| Euplectes hordeaceus                   | Flammenweber                 |                                   | 3 (1), 3 (2)                 |
| Euplectes macroura                     | Gelbschulterweber            |                                   | 3                            |
| Euplectes orix                         | Oryxweber                    |                                   | 3 (1), 3 (2)                 |
| Ploceus bicolor                        | Waldweber                    |                                   | 3 (2)                        |
| Ploceus cucullatus                     | Dorfweber                    |                                   | 3 (1)                        |
| Ploceus intermedius                    | Cabanis-Weber                |                                   | 3 (1), 3 (2)                 |
| Ploceus ocularis                       | Brillenweber                 |                                   | 3 (1), 3 (2)                 |
| Ploceus reichardi                      | Reichardweber                |                                   | 2, 3 (2)                     |
| Ploceus xanthops                       | Safranweber                  |                                   | 3 (1), 3 (2)                 |
| Quelea cardinalis                      | Kardinalweber                |                                   | 3 (2)                        |
| Quelea quelea                          | Blutschnabelweber            |                                   | 3 (1), 3 (2)                 |
| Podicipedidae – Lappentaucher          |                              |                                   |                              |
| Tachybaptus ruficollis                 | Zwergtaucher                 |                                   | 3 (2)                        |
| Psittacidae – Eigentliche Papageien    |                              |                                   |                              |
| Poicephalus meyeri                     | Goldbugpapagei               |                                   | 1, 3 (1), 3 (2)              |
| Poicephalus robustus                   | Kappapagei                   |                                   | 3 (2)                        |
| Pteroclididae – Flughühner             |                              |                                   |                              |
| Pterocles gutturalis                   | Gelbkehl-Flughuhn            |                                   | 1, 3 (1), 3 (2)              |
| Pycnonotidae – Bülbüls                 |                              |                                   |                              |
| Chlorocichla flaviventris              | Gelbbauchbülbül              |                                   | 3 (1), 3 (2)                 |
| Nicator gularis                        | Blaubülwürger                |                                   | 3 (1), 3 (2)                 |
| Phyllastrephus cabanisi                | Cabanis-Bülbül               |                                   | 3 (1)                        |
| Phyllastrephus cerviniventris          | Grauoliver Bülbül            |                                   | 3 (2)                        |
| Phyllastrephus terrestris              | Laubbülbül                   |                                   | 3 (2)                        |
| Pycnonotus barbatus                    | Graubülbül                   |                                   | 3 (1), 3 (2)                 |
| Pycnonotus goiavier                    | Gelbbauchbülbül              |                                   | 1                            |
| Rallidae – Rallen                      |                              |                                   |                              |
| Aenigmatolimnas marginalis             | Graukehl-Sumpfhuhn           |                                   | 3 (2)                        |
| Amaurornis flavirostra                 | Schwarzkielralle             |                                   | 1, 3 (2)                     |
| Crex crex                              | Wachtelkönig                 |                                   | 3 (2), 3 (7)                 |
| Crex egregia                           | Steppensumpfhuhn             |                                   | 3 (2)                        |
| Fulica cristata                        | Kammblässhuhn                |                                   | 3 (2)                        |
| Gallinula angulata                     | Zwergmoorhuhn                |                                   | 3 (2)                        |
| Gallinula chloropus                    | Teichralle                   |                                   | 3 (2)                        |
| Porphyrio alleni                       | Bronzesultanshuhn            |                                   | 3 (2)                        |
| Porphyrio porphyrio                    | Purpurhuhn                   |                                   | 3 (2)                        |
| Porzana pusilla                        | Zwergsumpfhuhn               |                                   | 3 (2)                        |
| Rallus caerulescens                    | Kapralle                     |                                   | 3 (2)                        |
| Ramphastidae – Tukane                  |                              |                                   |                              |
| Lybius minor                           | Rosenbauch-Bartvogel         |                                   | 3                            |
| Lybius torquatus                       | Halsband-Bartvogel           |                                   | 1, 3 (1), 3 (2)              |
| Pogoniulus chrysoconus                 | Gelbstirn-Zwergbärtling      |                                   | 3                            |
| Trachyphonus vaillantii                | Haubenbartvogel              |                                   | 3 (2)                        |
| Tricholaema lachrymosa                 | Tränenbartvogel              |                                   | 3 (2)                        |
| Recurvirostridae – Säbelschnäbler      |                              |                                   |                              |
| Himantopus himantopus                  | Stelzenläufer                |                                   | 3 (1), 3 (2)                 |
| Recurvirostra avosetta                 | Säbelschnäbler               |                                   | 3 (2)                        |
| Remizidae – Beutelmeisen               |                              |                                   |                              |
| Anthoscopus caroli                     | Weißstirn-Beutelmeise        |                                   | 3 (1)                        |
| Rostratulidae – Goldschnepfen          |                              |                                   |                              |
| Rostratula benghalensis                | Bunt-Goldschnepfe            |                                   | 3 (2)                        |
| Scolopacidae – Schnepfenvögel          |                              |                                   |                              |
| Actitis hypoleucos                     | Flussuferläufer              |                                   | 1, 3 (2)                     |
| Calidris alba                          | Sanderling                   |                                   | 3 (2)                        |
| Calidris ferruginea                    | Sichelstrandläufer           |                                   | 3 (2)                        |
| Calidris minuta                        | Zwergstrandläufer            |                                   | 3 (2)                        |
| Gallinago gallinago                    | Bekassine                    |                                   | 3                            |
| Gallinago media                        | Doppelschnepfe               |                                   | 2, 3 (2)                     |
| Numenius arquata                       | Großer Brachvogel            |                                   | 3 (2)                        |
| Philomachus pugnax                     | Kampfläufer                  |                                   | 3                            |
| Tringa glareola                        | Bruchwasserläufer            |                                   | 3 (2)                        |
| Tringa nebularia                       | Grünschenkel                 |                                   | 3 (1), 3 (2)                 |
| Tringa ochropus                        | Waldwasserläufer             |                                   | 3 (1), 3 (2)                 |
| Tringa stagnatilis                     | Teichwasserläufer            |                                   | 3 (2)                        |
| Scopidae – Hammerköpfe                 |                              |                                   |                              |
| Scopus umbretta                        | Hammerkopf                   |                                   | 1, 3 (1), 3 (2)              |
| Strigidae – Eigentliche Eulen          |                              |                                   |                              |
| Asio capensis                          | Kapohreule                   |                                   | 3 (2)                        |
| Bubo africanus                         | Fleckenuhu                   |                                   | 3 (1), 3 (2)                 |
| Bubo lacteus                           | Blassuhu                     |                                   | 3 (1), 3 (2)                 |
| Glaucidium capense                     | Kapzwergkauz                 |                                   | 3 (2)                        |
| Glaucidium perlatum                    | Perlzwergkauz                |                                   | 3 (1), 3 (2)                 |
| Otus leucotis                          | Büscheleule                  |                                   | 1                            |
| Otus senegalensis                      | Afrika-Zwergohreule          |                                   | 3 (1), 3 (2)                 |
| Ptilopsis leucotis                     | Nordbüscheleule              |                                   | 3 (1)                        |
| Scotopelia peli                        | Bindenfischeule              |                                   | 3                            |
| Struthionidae – Strauße                |                              |                                   |                              |
| Struthio camelus                       | Afrikanischer Strauß         |                                   | 1, 3 (2)                     |
| Sturnidae – Stare                      |                              |                                   |                              |
| Buphagus africanus                     | Gelbschnabel-Madenhacker     |                                   | 1, 3 (1), 3 (2)              |
| Buphagus erythrorhynchus               | Rotschnabel-Madenhacker      |                                   | 1, 3 (1), 3 (2)              |
| Cinnyricinclus leucogaster             | Amethystglanzstar            |                                   | 3 (2)                        |
| Creatophora cinerea                    | Lappenstar                   |                                   | 3 (1), 3 (2)                 |
| Lamprotornis chalybaeus                | Grünschwanz-Glanzstar        |                                   | 3 (1), 3 (2)                 |
| Lamprotornis elisabeth                 | Südlicher Blauohr-Glanzstar  |                                   | 3 (1)                        |
| Onychognathus morio                    | Rotschwingenstar             |                                   | 3 (1), 3 (2)                 |
| Sylviidae – Grasmückenartige           |                              |                                   |                              |
| Acrocephalus arundinaceus              | Drosselrohrsänger            |                                   | 3 (2)                        |
| Acrocephalus baeticatus                | Gartenrohrsänger             |                                   | 3 (2)                        |
| Acrocephalus gracilirostris            | Kaprohrsänger                |                                   | 3 (2)                        |
| Acrocephalus palustris                 | Sumpfrohrsänger              |                                   | 3 (2)                        |
| Acrocephalus schoenobaenus             | Schilfrohrsänger             |                                   | 3 (2)                        |
| Chloroptera natalensis                 | Gelbsänger                   |                                   | 3                            |
| Eremomela scotops                      | Grünkappen-Eremomela         |                                   | 3 (1)                        |
| Hippolais icterina                     | Gelbspötter                  |                                   | 3 (2)                        |
| Hyliota flavigaster                    | Gelbbauch-Hyliota            |                                   | 3 (1)                        |
| Iduna pallida                          | Blassspötter                 |                                   | 3 (2)                        |
| Melocichla mentalis                    | Bartgrassänger               |                                   | 3 (1), 3 (2)                 |
| Phylloscopus sibilatrix                | Waldlaubsänger               |                                   | 3                            |
| Phylloscopus trochilus                 | Fitis                        |                                   | 3                            |
| Schoenicola brevirostris               | Breitschwanzsänger           |                                   | 3 (2)                        |
| Sylvia communis                        | Dorngrasmücke                |                                   | 3 (2)                        |
| Sylvietta whytii                       | Whytes-Sylvietta             |                                   | 3 (1), 3 (2)                 |
| Threskiornithidae – Ibisse und Löffler |                              |                                   |                              |
| Bostrychia hagedash                    | Hagedasch                    |                                   | 1, 3 (1), 3 (2)              |
| Platalea alba                          | Schmalschnabellöffler        |                                   | 1, 3 (1), 3 (2)              |
| Plegadis falcinellus                   | Sichler                      |                                   | 1, 3 (1), 3 (2)              |
| Threskiornis aethiopicus               | Heiliger Ibis                |                                   | 1, 3 (1), 3 (2)              |
| Timaliidae – Timalien                  |                              |                                   |                              |
| Turdoides jardineii                    | Braundrossling               |                                   | 1, 3 (1), 3 (2)              |
| Turdoides sharpei                      | Schwarzzügeldrossling        |                                   | 3 (1), 3 (2)                 |
| Trogonidae – Trogone                   |                              |                                   |                              |
| Apaloderma narina                      | Narinatrogon                 |                                   | 3                            |
| Turdidae – Drosseln                    |                              |                                   |                              |
| Turdus libonyanus                      | Rotschnabeldrossel           |                                   | 1, 2, 3 (1)                  |
| Turnicidae – Laufhühnchen              |                              |                                   |                              |
| Turnix sylvaticus                      | Laufhühnchen                 |                                   | 3 (1), 3 (2)                 |
| Tytonidae – Schleiereulen              |                              |                                   |                              |
| Tyto alba                              | Schleiereule                 |                                   | 3 (2)                        |
| Tyto capensis                          | Kapgraseule                  |                                   | 3 (2), 3 (4)                 |
| Upupidae – Wiedehopfe                  |                              |                                   |                              |
| Upupa epops                            | Wiedehopf                    |                                   | 1, 3 (1), 3 (2)              |
| Viduidae – Witwenvögel                 |                              |                                   |                              |
| Vidua chalybeata                       | Rotfuß-Atlaswitwe            |                                   | 3 (1)                        |
| Vidua funerea                          | Pupur-Atlaswitwe             |                                   | 3 (2)                        |
| Vidua macroura                         | Dominikanerwitwe             |                                   | 3 (1), 3 (2)                 |
| Vidua obtusa                           | Große Paradieswitwe          |                                   | 2, 3 (1), 3 (2)              |
| Vidua paradisaea                       | Spitzschwanz-Paradieswitwe   |                                   | 3 (1), 3 (2)                 |
| Zosteropidae – Brillenvögel            |                              |                                   |                              |
| Zosterops senegalensis                 | Senegal-Brillenvogel         |                                   | 3 (2)                        |

1. Liste der Vögel im Katavi-Rukwa-Ökosystem bei Friends of Katavi Ecosystem (englisch)
2. Steckbrief des Katavi-Nationalparkes inklusive Vogelliste bei BirdLife International (englisch)
3. Andrew Engilis Jr., Punit S. Lalbhai und Tim Caro: Avifauna of the Katavi-Rukwa Ecosystem, Tanzania. In: Journal of East African Natural History. Band 98, Ausgabe 1. 2009, S. 95–117. (englisch)

(1) Bestandsaufnahme von 2003

(2) D. F. Vesey-Fitzgerald und J. S. S. Beesley: An annotated list of the birds of the Rukwa Valley. In: Tanganyika Notes and Records. Band 54. 1960, S. 91–110.

(3) N. E. Baker und E. M. Baker: Important Bird Areas in Tanzania: A first Inventory. Wildlife Conservation Society of Tanzania, Daressalam 2002.
 N. E. Baker und E. M. Baker: The Birds of Tanzania: An Atlas of Distribution and Seasonality. Tanzania Bird Atlas Program, Daressalam 2006.

(4) P. L. Britton: Birds of East Africa. East Africa Natural History Society, Nairobi 1980.

(5) Sichtung von Paul Oliver

(6) Sichtung von Squack Evans

(7) Liste der Parkwächter

## Ökosystem und angrenzende Schutzgebiete
Das gesamte Ökosystem ist etwa 50.000 km² groß. Hierzu gehören unter anderem die  Flüsse Lukwate und Ruangwa im Südosten des Katavi-Nationalparkes, die Mlele-Berge, das Uruwira-Plateau oberhalb des Grabens und die zwischen diesem und dem Katavi-Nationalpark noch auf der Grabensohle gelegenen Waldgebiete. Der östlich des Katavi-Nationalparkes gelegene Ruaha-Rungwa-Schutzgebietekomplex sowie Mahale und Ugalla werden ebenfalls dazugezählt. Das Katavi-Rukwa-Ökosystem allein umfasst ungefähr 12.500 km². Das südöstlich gelegene Lake-Rukwa-Schutzgebiet und Lukwati sind Game Reserves, in denen ausländische Touristen Trophäenjagd betreiben dürfen. Beide grenzen an den Rukwasee. Wenn man nur den Katavi-Nationalpark, die Game Reserves Rukwa, Lukwati und Luafi sowie einige Waldschutzgebiete zum Ökosystem zählt, kommt man auf eine Größe von 25.000 km². Auch das Uwanda-Wildreservat liegt in der Nähe des Katavi-Nationalparkes.

## Bevölkerung

### Vor- und Frühgeschichte
Funde belegen, dass schon in der Stein- und Eisenzeit Menschen in diesem Gebiet lebten. Innerhalb des Parkes existieren immer noch heilige Plätze und Kultstätten.

### 19. Jahrhundert
Angehörige der Stämme Pimbwe, Fipa, Gongwe, Bende und Konongo sollen die Gegend seit dem 19. Jahrhundert bewohnen. Der europäische Forscher Joseph Thomson beschrieb 1880 die Festung des Konongo-Häuptlings Simba („Löwe“) als die größte Stadt, die er während seiner Reisen entlang der Sklavenstraßen – die Karema-Inyonga-Tabora-Sklavenroute verlief durch das Gebiet – sah. Diese Stadt wurde, ebenso wie die von einer Palisade umgebene Pimbwe-Stadt Maji Moto („heißes Wasser“), 1881 von dem Nyamwezi-Häuptling Mirambo zerstört. Thomson erwähnte auch den Einfluss arabischer Händler in dem Gebiet, welche in den 1840ern Feuerwaffen einführten. Sie tauschten diese bei den lokalen Führern gegen Elfenbein und waren am Sklavenhandel beteiligt.

### 20. Jahrhundert
Wegen des Sklavenhandels, der Rinderpest, Pockenepidemien sowie der Rekrutierung von Soldaten für den Ersten Weltkrieg und verschiedene lokale Kriege nahm die menschliche Bevölkerung im frühen 20. Jahrhundert stark ab. Der Busch breitete sich aus und die Tiere vermehrten sich, besonders weil die Gegend aufgrund einer Heimsuchung durch Tsetsefliegen, welche die Schlafkrankheit übertragen, unbewohnt war. Darüber hinaus evakuierte die britische Kolonialverwaltung 1927 das Gebiet des heutigen Nationalparks, um „Tsetse-Siedlungen“ einzurichten. Für die Gongwe, die eine palisadenumgebene Festung im Zentrum des jetzigen Parkes besaßen, war das mit einer Beschlagnahme ihres Territoriums gleichzusetzen. Deshalb wurden sie unter die Kontrolle der Bende und Pimbwe gestellt. Naturkatastrophen wie der Rote-Heuschrecken-Schwarm 1933 und eine schlimme Dürre 1949 hatten auch ernste Auswirkungen auf die verbleibenden landwirtschaftlichen Tätigkeiten, was zu schweren Hungersnöten führte. Seit 1975 sind die Sukuma, ein Hirtenvolk, von den überweideten und entwaldeten Gebieten in Shinyanga und Mwanza nach Rukwa gezogen.

### Heutige Zeit
Die benachbarten Dörfer sind immer noch stark auf die Natur angewiesen, beispielsweise durch Nutzung von Holzkohle, Brennholz, Honig, Bauholz, Bushmeat und Medizin. Darüber hinaus sind die Hauptbeschäftigungen der Dorfbewohner das Hüten des Viehbestandes und in kleinem Ausmaß der Anbau von Fingerhirse, Bohnen, Mais, Sonnenblumen, Sesam, Maniok, Bananen und Kartoffeln zur Selbstversorgung. Als Einkommensquellen dienen der Anbau von Reis sowie einige kleine Gold-, Silber-, Eisenerz-, Kalkstein-, Nickel- und Glimmer-Minen.
Das Gebiet zwischen dem Katavi-Nationalpark und dem Uwanda-Reservat ist besiedelt, eine dauerhafte landwirtschaftliche Nutzung wird jedoch durch die saisonale Überflutung desselben erschwert. Die lokale Bevölkerung ist traditionell der Jagd verbunden.
Der Viehbestand im Distrikt Mpanda ist von weniger als 50.000 Herden im Jahre 1980 auf 350.000 im Jahre 1995 gewachsen. 2006 sank er aufgrund des Ausbruchs der Lungenseuche der Rinder auf geschätzt 225.402. Wichtige Viehkrankheiten im Distrikt sind Zeckenstiche und Trypanosomiasis, bei denen Wildtiere die Reservoirwirte sind.

## Gefährdung des Parks und Maßnahmen
Der Anbau von Mais und Reis, besonders das Ersetzen des traditionellen Pickels durch neue, von den Ochsenpflüge nutzenden Sukuma eingeführte Methoden, kann die Natur schädigen. Die Zunahme der Viehhaltung aufgrund der Aussiedlung von schätzungsweise 50.000 Stück Vieh aus dem Rukwa Game Reserve im Jahre 2002 durch die Wildlife Division wirkt sich negativ auf den Boden aus. Außerdem zerstört der Tabakanbau Gebiete in der Umgebung des Katavi-Nationalparkes, da hierfür ständig Wald gerodet werden muss, um nährstoffreiche Felder und Brennholz für den Trockenprozess zu erhalten. Zur Gewinnung von Hartholz, wie Mninga, Msawala und Marula, werden ebenfalls Bäume gefällt.
Die Goldminen Ibindi, Mutisi, Kasakalawe, Msaginya, Mlele und Sikitiko in der Nähe des Parkes nutzen Quecksilber zur Goldgewinnung. Der in den Katuma-Fluss mündende Kabenga-Fluss fließt an Mutisi vorbei, wo in großem Umfang Gold abgebaut wird. Diese Metalle sowie Agrochemikalien erreichen über die Flüsse den Katavi-Nationalpark. Der intensive Dammbau und Bewässerungssysteme in vielen Dörfern des Einzugsgebietes verringern die Fließgeschwindigkeit und mitgeführte Wassermenge und damit die Wasserverfügbarkeit für Tiere und Pflanzen. Auch der für die Einwohner als Einkommens- und Proteinquelle wichtige Fischfang ist in Menge und Qualität beeinträchtigt. Durch die Entwaldung von Hängen zu landwirtschaftlichen Zwecken sind die obersten Bodenschichten dem Regen direkt ausgesetzt und werden weggeschwemmt, was die Verschlammung der Flüsse fördert. Wassersalat stört die Wasserflora und -fauna, weil er die Wasseroberfläche bedeckt und den Sauerstoffgehalt des Wassers verändert. Im Mikumi-Nationalpark wurde dadurch bereits Lebensraum für Flusspferde zerstört. Obwohl die Pflanze ein weitverbreitetes Problem in Tansania ist, wurden ihre Auswirkungen auf das Katavi-Ökosystem noch nicht untersucht.
Die Nichtregierungsorganisation Friends of Katavi Ecosystem, kurz FOKE, hat sich die Erhaltung und nachhaltige Nutzung des Katavi-Rukwa-Ökosystems zum Ziel gesetzt, beispielsweise unterstützt sie das veterinärmedizinische Programm des Katavi-Nationalparks und berät Dorfbewohner im Umgang mit „Problemtieren“. Dieselben Ziele verfolgte die Deutsche Gesellschaft für Technische Zusammenarbeit mit ihrem Katavi-Rukwa Conservation and Development Programme, abgekürzt KRCD.

## Tourismus und Forschung
Trotz seiner Größe ist der Katavi-Nationalpark eher unbekannt und kaum besucht; 2005 zählte er 250 Besucher. Da keine Forschungsprojekte am Laufen sind, ist das Einschätzen und Überwachen der Ressourcen schwierig. Eine ausführliche Pflanzeninventur im Katavi-Rukwa-Ökosystem wurde 2003 von Mwangulango durchgeführt. Inventuren der Reptilien, kleineren Säugetieren, Fischen und Wirbellosen fehlen allerdings. Die Pflanzengesellschaften wurden nur kurz beschrieben. Sogar bei großen Säugetieren wurden Bestandszahlen sowie Alters- und Geschlechtsstrukturen noch nicht ermittelt. Der Status des Spitzmaulnashorns ist unbekannt. Obwohl Daten über den Status der Löwen und Hyänen im Katavi-Nationalpark verfügbar sind, weiß man nur wenig über ihr Verhalten und ihre Populationsdynamik. Von anderen Raubtieren, beispielsweise Leoparden, Geparden und Afrikanischen Wildhunden, sind weder Bestandszahlen und Verbreitung noch Geschlechts- und Altersstrukturen bekannt. Die Räuber-Beute-Beziehungen sind ebenso wie die Elefanten-, Zebra- und Büffelwanderungen unerforscht.

## Geschichte des Nationalparkes
Das Katavi-Ökosystem wurde erstmals 1911, während der deutschen Kolonialzeit, innerhalb des Bismarck-Jagdreservats als Katavi-Plains-Reservat unter Schutz gestellt. Unter britischer Herrschaft, bis 1932, hieß es Rukwa Game Reserve. Seinen Status als Nationalpark erhielt es 1974, während Julius Nyereres Präsidentschaft, mit einer Größe von 2253 km². 1996 wurde der Nationalpark durch verschiedene Jagdgebiete auf 4471 km², seine jetzige Größe, erweitert. Der Katavi-Nationalpark wurde 1998 offiziell von Benjamin William Mkapa, dem damaligen Präsidenten Tansanias, eröffnet.

## Herkunft des Namens
Der Katavi-Nationalpark ist nach einem legendären Jäger und Oberhaupt der Wabende namens Katabi benannt, dessen Geist in einem Zwillingspaar von Bäumen, einem Tamarinden- und einem Anabaum, wohnen soll. Seine Ehefrau, die gleich starke Wamweru, bewohnt die Wamweru-Hügel auf der anderen Seite des Katavi-Sees. Jeden Morgen begrüßen sie sich aus der Ferne.
Von einigen Mitgliedern der örtlichen Gemeinden wird dieser Platz immer noch zur Verehrung genutzt. Die Wabende glauben daran, dass Katabi als ungewöhnlicher Mensch oder seltsames Tier erscheint, beispielsweise als einbeiniger Vogel oder Albino. Albino-Giraffen und -Riedböcke gibt es im Katavi-Nationalpark tatsächlich.

## Weiterführende Weblinks
- Fotogalerie auf der offiziellen Seite des Parks (Memento vom 24. Februar 2018 im Internet Archive)
- Tierfotografien von Burrard-Lucas Wildlife Photography

## Belege